# Empire State Building
El Empire State Building es un rascacielos situado en la intersección de la Quinta Avenida con la calle 34 Oeste, en la ciudad de Nueva York (Estados Unidos). Su nombre deriva del apodo del Estado de Nueva York. Fue el edificio más alto del mundo durante cuarenta años, desde su finalización en 1931 hasta 1971, año en que se completó la construcción de la torre norte del World Trade Center. Tras la destrucción del World Trade Center el 11 de septiembre de 2001, el Empire State Building se convirtió nuevamente en el edificio más alto de la ciudad de Nueva York y del Estado de Nueva York, hasta que fue otra vez sobrepasado por One World Trade Center el 30 de abril de 2012, quedando el Empire State en segundo lugar. Actualmente, el Empire State es de los rascacielos más emblemáticos e icónicos del mundo por su historia y su gran altura destacable en el siglo pasado. Incluyendo la antena, su altura es de 443 metros (1453,4 pies) convirtiéndolo en el tercer edificio más alto de la ciudad de Nueva York por detrás de One World Trade Center y Central Park Tower.
La arquitectura Art Déco, la altura y las plataformas de observación del edificio lo han convertido en una atracción popular. Alrededor de cuatro millones de turistas de todo el mundo visitan anualmente los observatorios de los pisos 86 y 102 del edificio; en 2019 se inauguró un observatorio interior adicional en el piso 80. El Empire State Building es un ícono cultural internacional: ha aparecido en más de 250 series de televisión y películas desde que se estrenó la película King Kong en 1933. El Empire State Building ha sido nombrado por la Sociedad Estadounidense de Ingenieros Civiles como una de las Siete Maravillas del Mundo Moderno. El edificio y su interior son catalogados como monumentos de la Comisión para la Preservación de Monumentos Históricos de Nueva York, y confirmado por la Junta de Estimación de la ciudad de Nueva York. Fue designado como un monumento Histórico Nacional en 1986. El edificio es propiedad y está gestionado por W&H Properties.

## Historia
El lugar que ocupa el Empire State Building se desarrolló por primera vez como la Granja de John Thomson, a finales de siglo XVIII. En ese momento, corría un arroyo en todo el sitio, desembocando en Sunfish Pond, ubicado a una manzana de distancia. Más tarde el lugar fue ocupado por el Waldorf-Astoria Hotel a finales del siglo XIX, y fue frecuentado por "Los Cuatrocientos", la élite social de Nueva York.

### Diseño y construcción

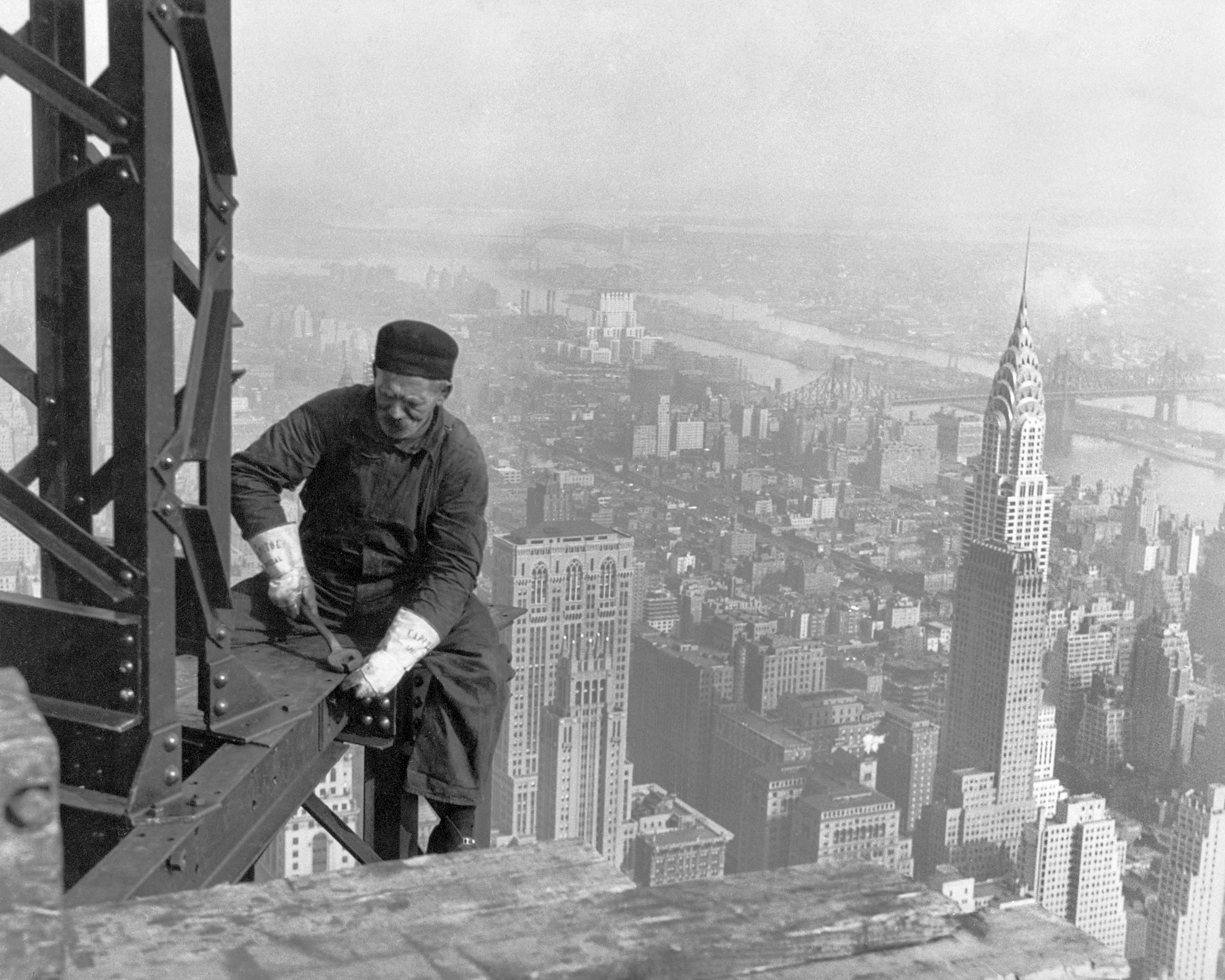
Un obrero trabajando en la construcción del edificio, 1930.

Comparación actual del Empire State con otros rascacielos.

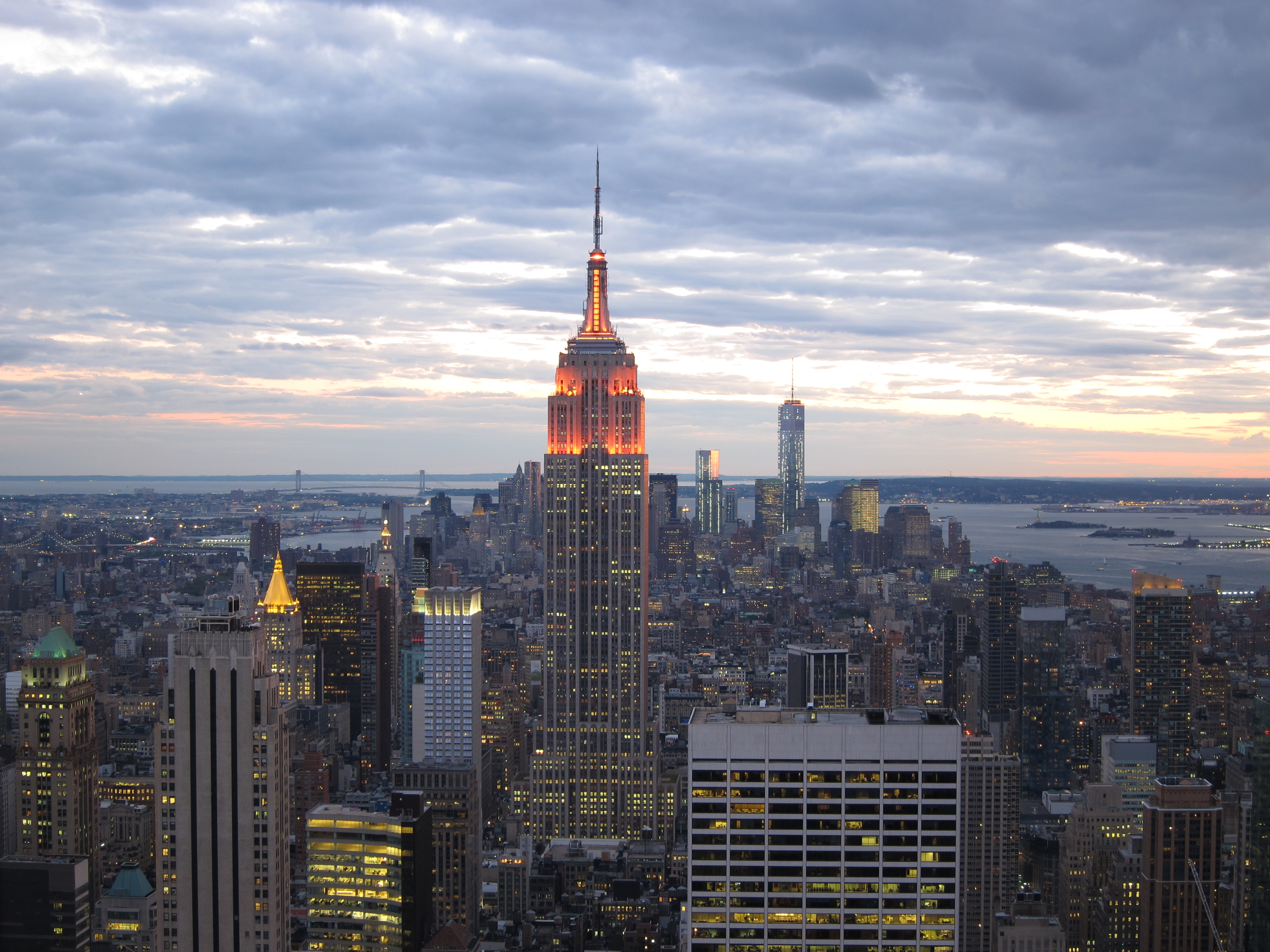
El Empire State durante el atardecer, diciembre de 2013.

El Empire State Building fue diseñado por William F. Lamb, socio de la empresa de arquitectura Shreve, Lamb y Harmon, quienes realizaron los dibujos del edificio en tan solo dos semanas, utilizando como base anteriores diseños, como el edificio Reynolds en Winston-Salem, Carolina del Norte y la Torre Carew de Cincinnati, Ohio, diseñada por el arquitecto Walter W. Ahlschlager. 
Los principales constructores fueron los Hermanos Starrett y Eken, y el proyecto fue financiado principalmente por John J. Raskob y Pierre S. du Pont. La empresa de construcción fue presidida por Alfred E. Smith, un ex gobernador de Nueva York.
La excavación del emplazamiento inició el 22 de enero de 1930 y la construcción del propio edificio comenzó simbólicamente el 17 de marzo (día de San Patricio). En el proyecto participaron 3,400 trabajadores, en su mayoría inmigrantes europeos, junto con cientos de trabajadores Mohawk, expertos en hierro, muchos de ellos de la reserva de Kahnawake, cerca de Montreal. Según las cifras oficiales, cinco trabajadores murieron durante la construcción, si bien medios como el New York Daily News elevaban esa cifra a 14 muertos. Los nietos del gobernador Smith cortaron la cinta el 1 de mayo de 1931.
La construcción era parte de una competición en Nueva York por el título del edificio más alto del mundo. El edificio fue inaugurado oficialmente el 1 de mayo de 1931 de manera especial: el presidente de los Estados Unidos, (Herbert Hoover), convirtió el Empire State Building en el edificio de las luces, con solo pulsar un botón desde Washington D. C.

### Primeros planes
Bethlehem Engineering Corporation fue la empresa de ingeniería responsable de la construcción de un edificio de 25 plantas de oficinas en donde se asentaba en su momento el hotel Waldorf-Astoria. El presidente de la compañía, Floyd De L. Brown pagó 100,000 dólares de anticipo del millón requerido para iniciar la construcción del edificio, con la promesa de que la diferencia se pagaría a posteriori. Brown consiguió un préstamo de un banco, no pudiendo devolver el mismo.

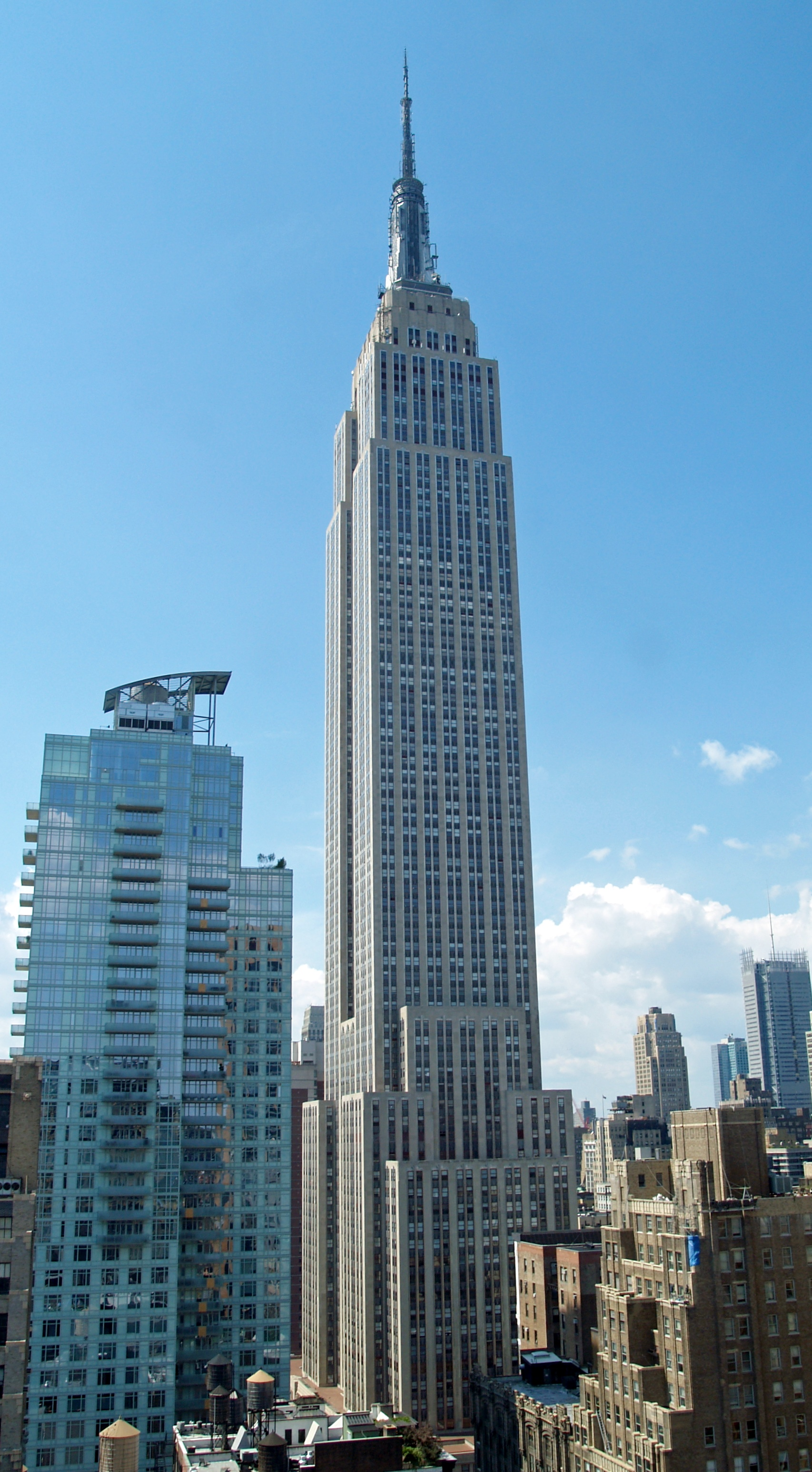
Antes de llegar al plan final se produjeron quince modificaciones sustanciales.

El terreno fue vendido a Empire State Inc. un grupo de inversores pudientes entre los que se encontraban Louis G. Kaufman, Ellis P. Earle, John J. Raskob, Coleman du Pont y Pierre S. du Pont. El nombre del grupo venía por el apodo de la ciudad de Nueva York. Alfred E. Smith, antiguo gobernador de nueva york y candidato presidencial cuya campaña, en 1928, había sigo gestionada por Raskob, fue nombrado encargado de la empresa. El grupo adquirió la tierra aledaña de modo que pudiera tener los 2 acres necesarios para realizar la base de la torre, junto con la medida de 130 por 61 metros necesario para la propia torre. El consorcio Empire State Inc. se hizo público en agosto de 1929.
Empire State Inc. contrató a William F. Lamb, de la firma de arquitectura Shreve, Lamb y Harmon, para realizar el diseño. Lamb realizó los diseños en apenas 2 semanas usando diseños previos que se habían utilizado para el edificio Reynolds en Winston-Salem, en Carolina del Norte. A posteriori su socio Richmond Shreve realizó los diagramas con los requerimientos del proyecto. El acta de plan urbanístico de 1916 forzó a Lamb a diseñar la estructura con retranqueos, con lo cual los pisos inferiores eran de mayor tamaño que los superiores. De esta forma, la torre se diseñó de arriba abajo, teniendo finalmente una forma de lápiz.

### Cambios en el diseño
El plan original era construir un edificio de 50 plantas, incrementándose posteriormente a 60 y luego a 80. Se dispusieron restricciones de altura en los edificios próximos, para asegurar que los 50 últimos pisos, del edificio de 300 metros de altura, tuvieran vistas de toda la ciudad, sin que estas estuvieran obstruidas por ningún otro edificio. El New York Times elogió la proximidad del emplazamiento a estaciones, tales como la estación de tránsito de la calle 34 Brooklyn-Manhattan y la terminal de ferrocarril de la calle 33, a una manzana de distancia, así como la estación Penn o la estación Grand Central Terminal, de la que lo separan 9 manzanas. Se alabó asimismo la disposición de 280 000 metros cuadrados de suelo para oficinas, en una de las zonas con mayor actividad del mundo.
A la vez que el proyecto para la realización del Empire State Building entraba en su fase final, se producía un concurso en la ciudad de Nueva York para ver cual era el edificio más alto. Tanto el número 40 de Wall Street, en aquella época sede del Banco de Manhattan, como el edificio Chrysler pugnaban por esta distinción y ya estaban en construcción cuando comenzaron los trabajos en el Empire State. La «carrera hacia el cielo», como se conoció en su momento, representaba el optimismo reinante en los años 20, estimulado por el boom inmobiliario en las grandes ciudades. La revisión del número 40 de Wall street lo llevó de 260 metros a 282, en abril de 1929, considerándose el más alto. El edificio Chrysler añadió 56 metros con la antena, alcanzando los 319 metros y siendo considerado por ello el más alto. El promotor del edificio, Walter Chrysler, se dio cuenta de que su edificio sería más alto que el propio Empire State, dando órdenes al arquitecto, William Van Alen, de cambiar la techumbre del edificio, pasando de una bóveda a una forma de aguja. Raskob, con la idea de que el Empire fuera el edificio más alto del mundo, revisó los planos y añadió cinco plantas extra así como una aguja; no obstante, los nuevos pisos tendrían que ser retranqueados debido a la presión del viento en esta nueva zona. El 18 de noviembre de 1929, Smith adquirió un solar en el 27-31 de West 33rd street, añadiendo 23 metros de ancho al edificio. Dos días después, Smith anunció los nuevos planes para el rascacielos que incluían el observatorio en el piso 86 a una altura de 320 metros, superior al observatorio del edificio Chrysler, situado en el piso 71 del mismo.
Con estos datos el Empire State sería tan sólo 1,2 metros más alto que el edificio Chrysler y Raskob, temiendo alguna triquiñuela en el último momento de Chrysler, hizo que se revisasen los planos por última vez, en diciembre de 1929, incluyendo una "coronación" de 61 metros y un mástil para anclaje de dirigibles de 68 metros. La altura de la techumbre era al final de 380 metros, convirtiéndolo en el edificio más alto del mundo con mucha diferencia, incluso sin contar la antena. El añadido de la estación de dirigibles significaba que otra planta, la número 86, tendría que ser construida por debajo de la coronación; sin embargo, al contrario que la antena del edificio Chrysler, el mástil del Empire tendría un sentido práctico. El plan final se anunció al público el 8 de enero de 1930, antes del inicio de la construcción. El New York Times anunció que la antena tenía algunos problemas técnicos, pero no era gran cosa teniendo en cuenta la modificación llevada a cabo. En este momento, los planos del edificio habían sufrido unos 15 cambios antes de ser aprobados. Lamb describió el resto de especificaciones que se le dieron en el plan final:
La programación fue corta: un presupuesto fijo, no había más de 28 pies desde la ventana hasta el pasillo, la mayor cantidad de pisos en tal espacio como fuera posible, un exterior de piedra caliza y la fecha de finalización el 1 de mayo de 1931, lo que significaba un año y seis meses desde el comienzo de los bocetos.
Los contratistas eran Starrett Brothers(a posteriori conocidos como Starrett Corporation) y Eken, esto es Paul y William A. Starrett y Andrew J. Eken, que posteriormente construirían otros edificios en la ciudad de Nueva York, tales como el residencial Stuyvesant, Starrett City o la torre Trump. El proyecto fue financiado principalmente por Raskob y Pierre du Pont, mientras que la empresa de suministros de James Farley proporcionaba los materiales de construcción. John W. Bowser tomó el papel de jefe de obra, siendo el ingeniero responsable de la estructura Homer G. Balcom. Los plazos tan ajustados de construcción hicieron que se iniciase la misma aun cuando no se había finalizado por completo el diseño.

### Detalles de la construcción
La construcción comenzó después de la demolición del hotel Waldorf Astoria, iniciada el 1 de octubre de 1929. La mayoría de materiales resultantes de la demolición se vertieron al océano Atlántico, en las proximidades de Sandy Hook, Nueva Jersey. Si bien el crash de 1929 se produjo antes de iniciar la construcción, también es cierto que tanto Raskob como Smith salieron indemnes del mismo, consiguiendo posteriormente un préstamo de la Metropolitan Life Insurance Company por 29 millones de dólares para iniciar la construcción.
Los trabajos de excavación comenzaron el 22 de enero de 1930, antes incluso de la demolición total del hotel. La excavación, en la que participaban hombres a turnos de doce horas las 24 horas al día, se completó casi en su totalidad en marzo. El acero para la estructura se había fabricado con la modificación de la legislación en mente, que haría pasar la carga admisible de 18 000 libras por pulgada cuadrada a 16 000, es decir minorando los requerimientos, con lo cual se conseguía un menor espesor y menor cantidad de acero. El tamaño de la construcción fue enorme, de lo que puede dar fe datos como el hecho de que a la obra llegase cada día 16 000 azulejos, 340 metros cúbicos de arena, 300 bolsas de cal o 5000 sacos de cemento. Para que los trabajadores no bajasen al nivel del suelo a comer se habilitaron puestos de comida en las plantas y se habilitaron fuentes de agua temporales para que los trabajadores no bajasen a comprar botellas.
El 20 de junio la estructura había alcanzado la planta 26. La idea por aquel entonces era ejecutar un piso al día para acelerar la construcción. El día 10 de septiembre se puso la piedra fundacional, una vez que la obra de acero estaba casi terminada, en una ceremonia oficiada por Smith a la que asistieron miles de personas.
El mástil de anclaje para dirigibles se puso el 21 de noviembre. En ese momento ya estaba terminada la mayor parte de la fachada. Fue entonces cuando se contrató la instalación de los ascensores a la compañía Otis. Debido a los plazos hubo serias limitaciones de espacio para el acopio de materiales, habiendo de situar los acopios en la primera planta y planta base. En el momento de mayor afluencia de acopios había unos 200 camiones descargando material cada día. Asimismo en su punto culminante el número de obreros ascendía a 3500, siendo muchos de ellos de origen irlandés o italiano. La estructura se terminó el 11 de abril de 1931, 12 días antes del plazo y 410 días después del inicio de la construcción, poniendo Smith un ribete de oro macizo en conmemoración.

### Apertura
La apertura del edificio coincidió con la Gran Depresión en los Estados Unidos, y como resultado gran parte de su espacio de oficinas no fue ocupado. En su primer año de funcionamiento, la plataforma de observación costó aproximadamente dos millones de dólares, tanto dinero como sus propietarios recibieron por el alquiler de ese año. La falta de inquilinos llevó a la gente de Nueva York a burlarse de la construcción llamándola el "Vacío State" (Empty State Building). El edificio no fue rentable hasta 1950. La famosa venta de 1951 del Empire State a Roger L. Stevens y sus socios de negocios fue promovida por la destacada empresa inmobiliaria de Manhattan Charles F. Noyes & Company, por una cifra récord de 51 millones de dólares. En el momento ese fue el precio más alto jamás pagado por una estructura única en bienes inmuebles de la historia.

#### Ocupantes y turismo

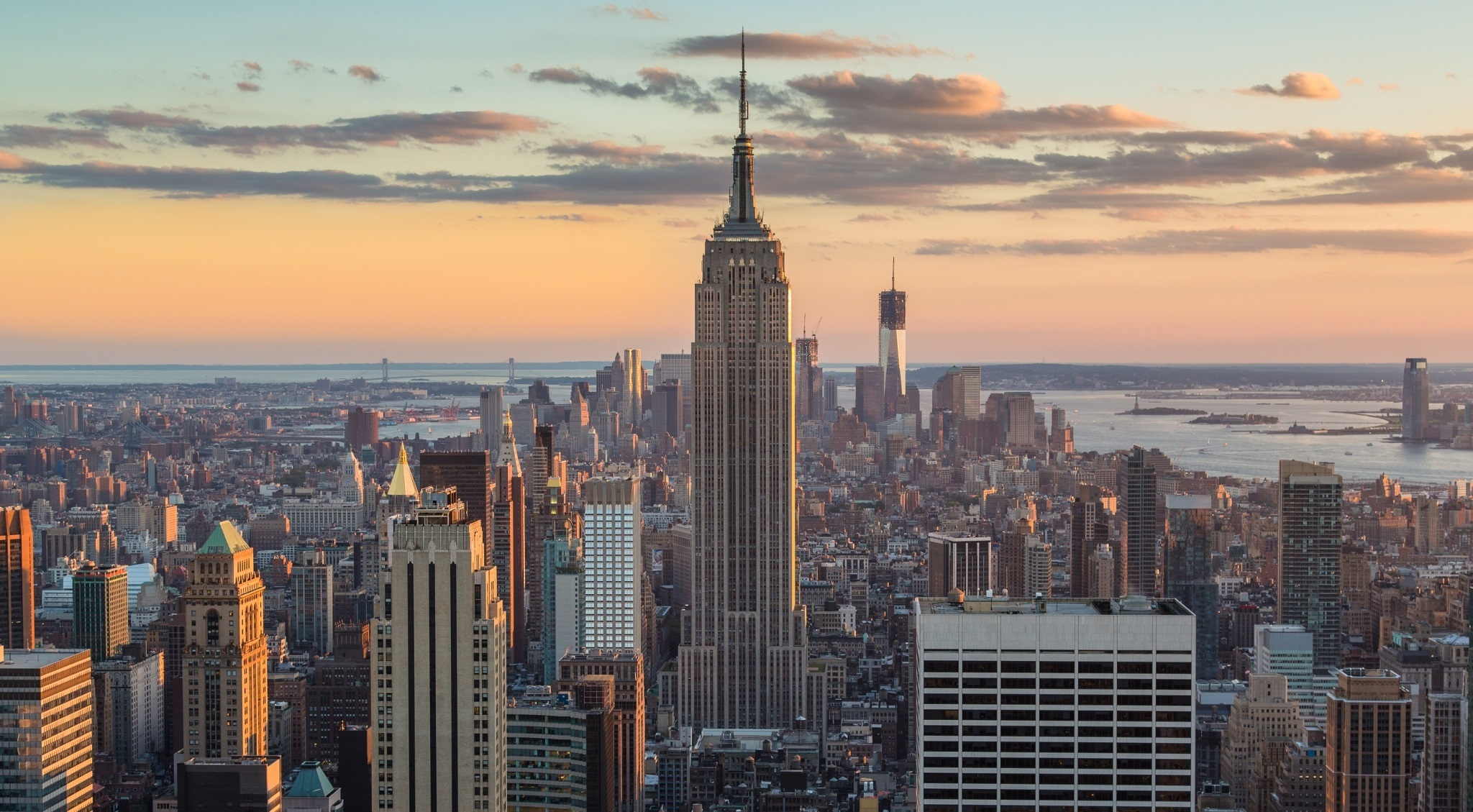
Vista de la cara norte.

El primer año tan sólo se ocupó el 23% del espacio destinado a alquiler, en comparación con el 54% de ocupación media que arrojaban los demás edificios en la fecha de apertura y el 90% al cabo de 5 años.
Jack Brod, uno de los que llevaba más tiempo como ocupante, fundó la Empire Diamond Corporation junto con su padre a mediados de 1931 y alquiló espacio en el edificio hasta su muerte en 2008. Brod recordaba como sólo había 20 ocupantes en la fecha de apertura, incluyéndolo a él, y que Al Smith era el único ocupante por encima del piso 17. A principios de los años 30, era poco usual que más de un espacio de oficinas estuviera alquilado en el edificio, a pesar de los esfuerzos publicitarios de Smith y Raskob tanto en periódicos como con sus conocidos. Las luces del edificio estaban siempre encendidas, incluso en aquellas zonas no alquiladas, para dar una impresión de ocupación, hecho exacerbado por la competencia con el Rockefeller center y otros edificios de la calle 42, los cuales junto con el Empire State, suponían un exceso de oferta de espacio de oficinas, en un mercado por aquel entonces decadente durante los años 30.
Los esfuerzos publicitarios reforzaron el estatus del Empire State como el edificio más alto. El observatorio se publicitó en los diarios locales así como en los billetes del tren. El edificio constituyó una atracción turística, con un millón de visitantes que pagaban un dólar para subir en los ascensores a las cubiertas de observación en 1931. En su primer año, en estas zonas de observación los ingresos fueron de 2 millones de dólares. En 1936, las cubiertas estaban llenas de gente todos los días, pudiendo adquirirse comida y bebida en las mismas, y en 1944 la torre recibió su visitante 5 millones. En 1931, la NBC se convirtió en ocupante de la torre, alquilando espacio en el piso 85 para emisiones de radio. Desde el principio la torre estaba en pérdidas, perdiendo cada año 1 millón de dólares en 1935. El promotor de bienes raíces Seymour Durst recordaba que el edificio estaba infrautilizado en 1936 no habiendo servicio de ascensor por encima del piso 45, ya que desde el piso 41 el edificio estaba vacío excepto por las oficinas de la NBC y las oficinas de Raskob/Du Pont en el piso 81.

### Otros hechos
Según los planos originales, la aguja del Empire State se suponía que iba a ser un punto de anclaje para dirigibles. Raskob y Smith habían propuesto crear puestos de venta de billetes y locales de espera para pasajeros en el piso 86, permaneciendo el dirigible unido a la aguja en lo que sería un hipotético piso 106. Un ascensor llevaría a los pasajeros del piso 86 al piso 101, después de validar los billetes en el piso 86, tras lo cual los pasajeros sólo tendrían que subir unas escalerillas para acceder al dirigible. La idea, no obstante, era poco práctica debido a las corrientes ascensionales de aire que provocaba la propia estructura del edificio, las corrientes de aire en la isla de Manhattan y las agujas de los rascacielos más próximos al Empire State. Más aún, incluso si el dirigible pudiera atravesar todos esos obstáculos, su tripulación tendría que liberar lastre, soltando agua a las calles para mantener la estabilidad y amarrar la nariz del dirigible a la aguja sin que hubiera en ese momento ninguna línea de amarre a la popa del dirigible. En septiembre de 1931, durante la primera y única vez que se utilizó el amarre de dirigibles en el Empire State, el dirigible dio 25 vueltas al edificio con vientos de 72 km/h. El dirigible intentó amarrar, derramándose el lastre y siendo la aeronave arrastrada por las turbulencias causadas por el viento. Este hecho provocó que se suspendiesen los planes para convertir el edificio en un punto de anclaje para dirigibles.
El 28 de julio de 1945, un bombardero B-25 Mitchell se estrelló contra la cara norte del edificio, entre los pisos 79 y 80.
A las 9:40 del sábado 28 de julio de 1945, un bombardero B-25 Mitchell, pilotado entre la niebla espesa por el teniente coronel William F. Smith Jr., se estrelló en el lado norte del Empire State Building, entre los pisos 79 y 80. Uno de los motores del avión atravesó el edificio hasta salir del lado opuesto del impacto y cayó sobre el tejado de un edificio en la siguiente manzana, causando un incendio que destruyó un ático. El otro motor y parte del tren de aterrizaje cayeron por el hueco de un ascensor. El fuego causado fue extinguido en 40 minutos. Catorce personas murieron en el incidente. La ascensorista Betty Lou Oliver sobrevivió a una caída de 75 pisos dentro de un ascensor, que sigue vigente como el Récord Guinness de quien sobrevivió a la caída más grande de un ascensor. A pesar de los daños y la pérdida de vidas, el edificio fue abierto para muchos de los pisos de oficinas el martes siguiente.

### Suicidios
A lo largo de los años, más de treinta personas se han suicidado desde la parte superior del edificio. El primer suicidio se produjo incluso antes de su finalización, por un trabajador que había sido despedido. La valla alrededor de la terraza del observatorio fue finalizada en 1947, después de que cinco personas trataron de saltar en un período de tres semanas. Uno de los suicidios más famosos fue el de la joven Evelyn McHale cuya foto fue utilizada por Andy Warhol en su obra Suicide (Fallen body) de 1962. En 1979, Elvita Adams saltó desde el piso 86, pero una fuerte corriente de aire la llevó de nuevo al interior del edificio en el piso 85, sobreviviendo con solo una fractura de cadera. El edificio fue también escenario de suicidios en 2004 y 2006.

### Rentabilidad
El Empire State Building comenzó a ser rentable durante los años 50, cuando se alcanzó el punto de equilibrio entre ingresos y gastos por primera vez. En aquella época, las opciones de transporte público en las proximidades no tenían nada que ver con las actuales. A pesar de este desafío, el Empire State comenzó a atraer a ocupantes gracias a su reputación. La antena de radio de 68 metros se erigió en el techo a principios de los años 50, permitiendo a estaciones de radio y televisión emitir desde el edificio.
Sin embargo, a pesar de este giro en los acontecimientos, Raskob puso la torre a la venta en 1951, por un valor de 50 millones de dólares. La propiedad fue adquirida por los socios Roger L. Stevens, Henry Crown, Alfred R. Glancy y Ben Tobin. La venta fue negociada por la firma Charles F. Noyes, de reconocido prestigio en Manhattan, por 51 millones de dólares, el mayor precio pagado por un edificio por aquellos momentos. En esa época, el Empire State había sido arrendado completamente durante varios años, teniendo incluso lista de espera de empresas buscando espacio en el edificio, según el diario Cortland Standard. Ese año, seis nuevas empresas formaron una sociedad para pagar una tasa anual de 600 000 dólares para usar la antena, que terminó de instalarse en 1953. Crown compró la participación del resto de sus socios en 1954, convirtiéndose en el único propietario. El año siguiente, la Sociedad Americana de Ingenieros Civiles nombró al edificio "una de las 7 maravillas de la ingeniería civil".
En 1961, Lawrence A. Wien firmó un contrato de adquisición del Empire State por 65 millones de dólares, con Harry B. Helmsley como socio. Esto fijó un nuevo récord pagado por un edificio. Más de 3000 personas pagaron 10 000 dólares cada una por una participación en la compañía llamada Empire State Building Associates. La compañía subarrendó el edificio a otra empresa encabezada por Helmsley y Wien, consiguiendo 33 millones de los fondos necesarios para pagar el precio de adquisición. En otra operación aparte, la tierra bajo el edificio se vendió a Prudential Insurance por 29 millones de dólares. Helmsley, Wien y Peter Malkin comenzaron entonces un programa de reformas para el edificio, incluyendo una reforma de fachada y limpieza de ventanas en 1962, instalación de proyectores en 1964 y reemplazo de los ascensores manuales por otros automáticos en 1966. El ala oeste de la segunda planta, que prácticamente no tenía uso se utilizó como espacio de almacenamiento hasta 1964, momento en que se instalaron escaleras mecánicas como parte de su conversión a zona comercial.

## Arquitectura

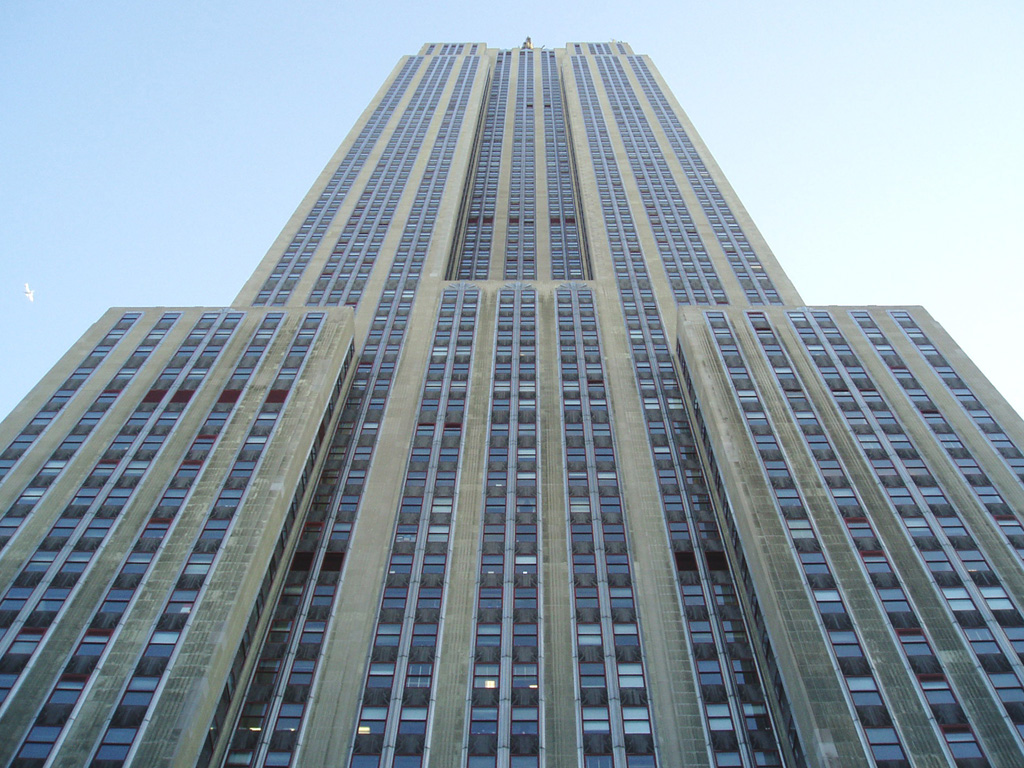
Plano contrapicado del Empire State.

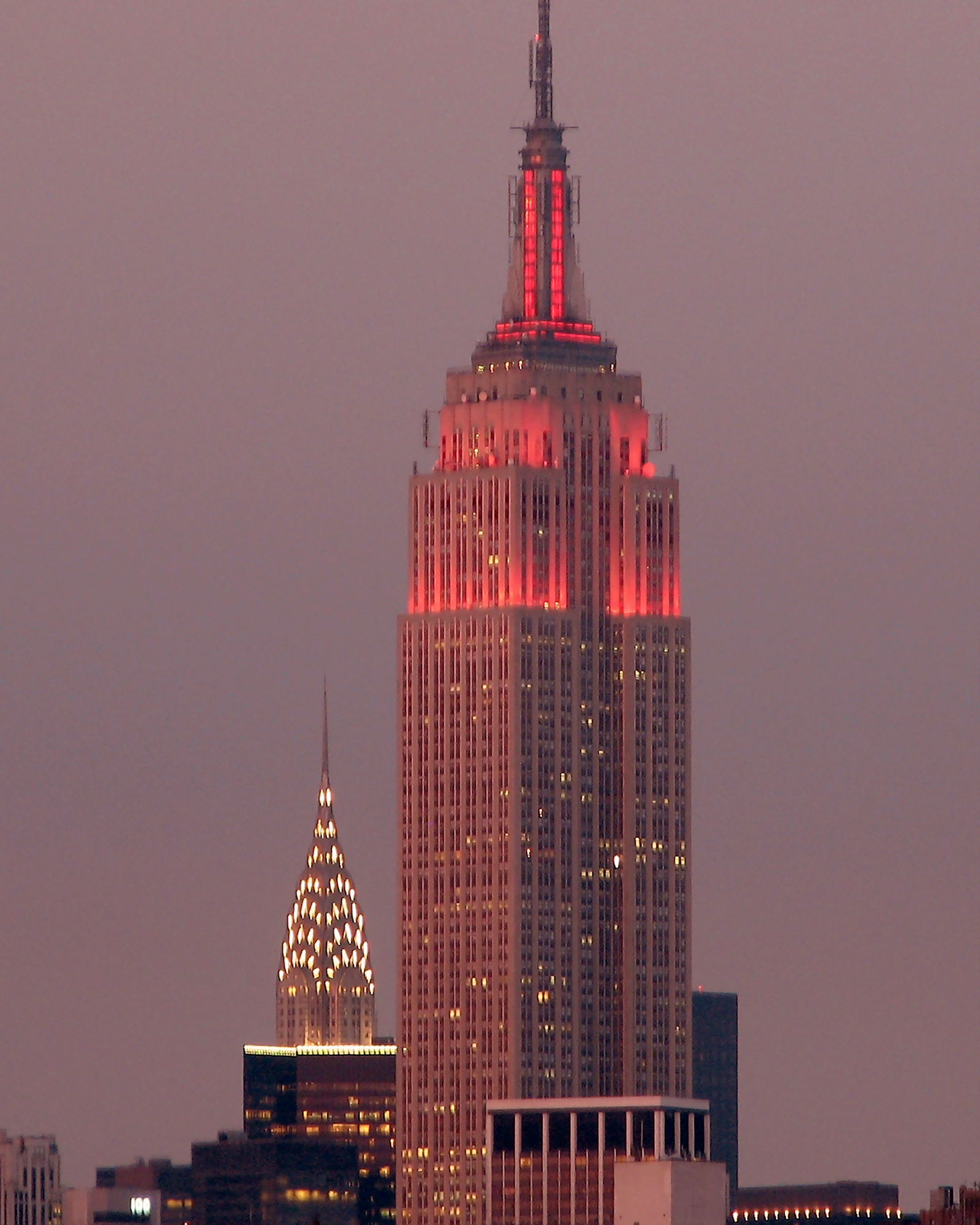
El Empire State con sus luces encendidas durante la noche. El edificio Chrysler está en el fondo.

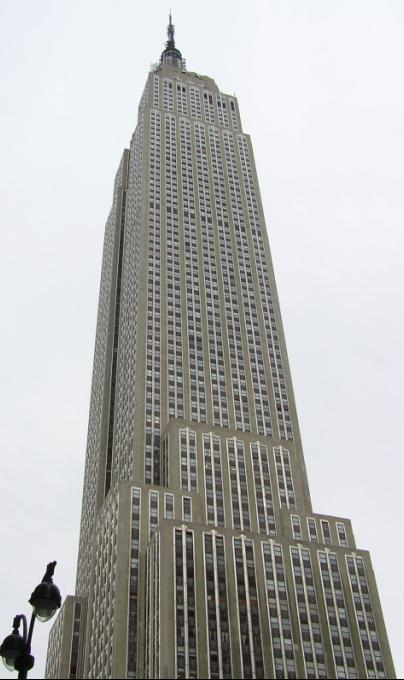
El Empire State.

El Empire State Building se eleva hasta los 381 metros (1250 pies) a nivel del piso 102, e incluyendo los 62 metros (203 pies) del pináculo, su altura total llega a los 443 metros o 1453 pies y 8 pulgadas. Dispone de 85 vías de comunicaciones y el espacio de oficinas supone una superficie de 200 500 m². Tiene una cubierta al aire libre y cubierta de observación en el piso 86.
Fue el primer edificio en tener más de 100 pisos. Tiene 6500 ventanas y 73 ascensores, y hay 1860 pasos desde el nivel de la calle hasta el piso 102. Tiene una superficie total de 257 211 m²; la base del Empire State tiene unos 8094 m². Aloja 1000 negocios y tiene su propio código postal. Desde 2007, trabajan aproximadamente 21 000 empleados en él diariamente, con lo que es el segundo mayor complejo de oficinas del continente americano, después de El Pentágono. Originalmente el edificio contaba con 64 ascensores que se encuentran en un núcleo central; hoy, el Empire State cuenta con 73 ascensores en total, incluidos los de servicio. Se tarda menos de un minuto por ascensor en llegar al piso 80, donde se encuentra una plataforma de observación y una tienda de recuerdos. Tiene 113 km de tuberías, 760 km de cable eléctrico, y cerca de 9000 grifos. Se calienta por vapor a baja presión, a pesar de su altura, el edificio solo requiere entre 2 y 3 libras por pulgada cuadrada (14 y 21 kPa) de presión de vapor para la calefacción. Pesa aproximadamente 370 000 toneladas. Su exterior se construyó con paneles de piedra caliza de Indiana.
A diferencia de la mayoría de los actuales rascacielos, el Empire State cuenta con un diseño art decó, típico de la arquitectura de pre Segunda Guerra Mundial en Nueva York. Las modernistas marquesinas de las entradas de los pisos 33 y 34 conducen a dos pisos de altos corredores de todo el núcleo de ascensores, atravesado por puentes cerrados de acero inoxidable y vidrio en el segundo piso.
El vestíbulo es de tres pisos de altura. El corredor norte contiene ocho paneles de iluminación, creados por Roy Sparkia y Renée Nemorov en 1963, que representa el edificio como la octava maravilla del mundo, junto a las tradicionales siete.
A largo plazo, durante la fase de diseño se tuvieron en cuenta las posibles demandas futuras para garantizar que la construcción pudiera ser usada según las nuevas necesidades. Esto es particularmente evidente en el exceso de diseño de la construcción del sistema eléctrico. La construcción del Empire State Building costó 40 948 900 dólares de la época (equivalentes a aproximadamente 500 millones de dólares en 2010).

### Interior
El Empire State Building fue el primer edificio en tener más de 100 pisos. Tiene 6514 ventanas y 73 ascensores con un área total de 257 211 metros cuadrados, cubriendo su base 2 acres (1 hectárea). Sus ascensores originales, 64 en total, fueron construidos por la compañía Otis, estando localizados en el núcleo central del edificio, alcanzando diferentes alturas; el que cubre la distancia más larga va desde el vestíbulo hasta el piso 80. Según la construcción original, había 4 ascensores exprés que iban desde el vestíbulo hasta el piso 80, existiendo descansos intermedios. Los otros 60 ascensores conectaban dichos descansos con los pisos que estaban por encima. Del total de 64 ascensores, 58 estaban destinados al uso público (4 ascensores exprés y 54 de tipo local) y 8 utilizables como montacargas para trasiego de material. Los ascensores se diseñaron para moverse a 366 metros por minuto. Durante la construcción del edificio la velocidad estaba limitada a 213 metros por minuto por ley, eliminándose dicho límite poco después de la apertura del edificio. Otros ascensores conectan el piso 80 con los 6 que estaban por encima, pues estos 6 pisos extra se construyeron cuando ya estaba aprobado el plan original con los 80 pisos. Los ascensores funcionaban mecánicamente hasta 2011, cuando se reemplazaron por ascensores digitales durante una restauración del edificio que costó 550 millones de dólares. El Empire State Building tiene 73 en total, incluyendo ascensores de servicio.
Los servicios utilizan el hueco central del edificio. En cada piso entre el nivel 6 y 86, el hueco central está rodeado por un pasillo en los 4 laterales. Según las especificaciones del edificio, el pasillo está rodeado por espacio de oficinas con un ancho de 8,5 metros. Cada uno de los pisos tiene 210 pilares que lo atraviesan, proporcionando estabilidad, que, no obstante, limitan mucho el espacio disponible en los pisos. Sin embargo, el poco uso relativo de materiales cerámicos y piedra en el edificio permite un mejor uso del espacio, con una relación de 1:200 en el uso de piedra en comparación con 1:50 utilizado en otros edificios.

### Vestíbulo

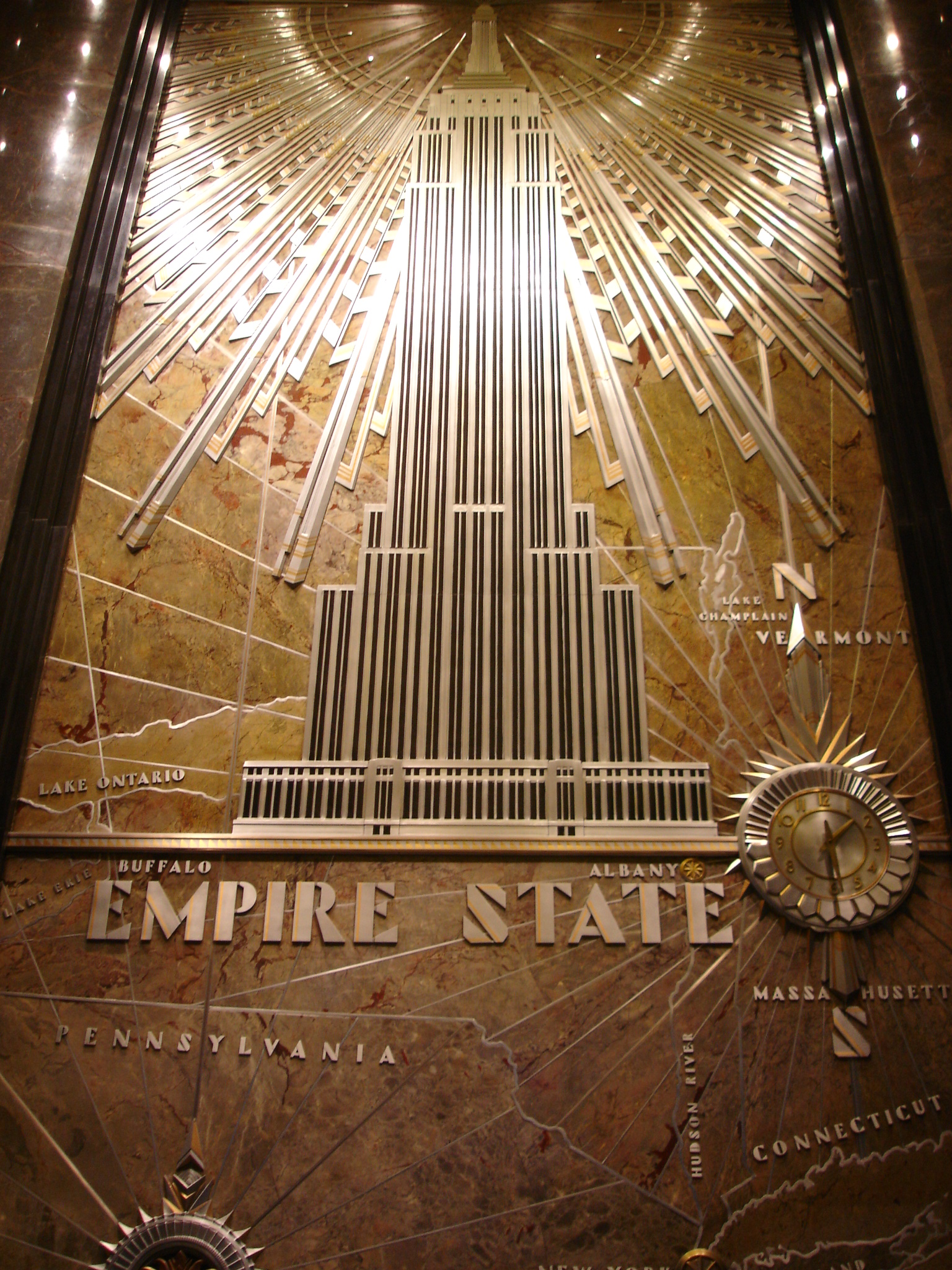
Relieve de aluminio.

Se accede al vestíbulo principal a través de la quinta avenida, en el lado este del edificio, siendo la entrada con puerta doble situada entre un par de puertas giratorias. En el tope de cada entrada hay un motivo de bronce que representa uno de los tres oficios utilizados en la construcción del edificio —electricidad, albañilería y calefacción—. El vestíbulo tiene 2 niveles de mármol, un mármol más claro en lo alto hasta la altura de los escaparates y uno más oscuro para la parte baja. Hay un patrón de azulejos en el suelo de tipo terrazo, que va desde la entrada en el este hasta el relieve de aluminio en el oeste. El vestíbulo, con forma de capilla con tres alturas, que discurre paralelo las calles 33 y 34, contiene escaparates tanto en la cara norte como en la cara sur. Estos escaparates tienen unos marcos, siendo los laterales de mármol oscuro, de acuerdo a la Comisión para la preservación arquitectónica de Nueva York, y por encima una banda de surcos grabados en mármol. Una vez se accede al vestíbulo hay un filtro de seguridad similar al de los aeropuertos.
Las paredes de los lados norte y sur del vestíbulo albergan escaparates y escaleras mecánicas hasta el nivel de entresuelo, también conocido como mezzanina. En el lado oeste del vestíbulo hay un relieve de aluminio del rascacielos tal como fue originalmente construido(sin la antena). El relieve, construido a modo de bienvenida, contiene una imagen del contorno del edificio, acompañada de lo que la Comisión de Preservación de Monumentos describe como "rayos de un sol de aluminio que brillan por detrás y se mezclan con los rayos de aluminio que emanan de la torre del Empire State Building". En el fondo hay un mapa estatal de Nueva York con la ubicación del edificio marcada con un "medallón" en la parte más sudeste del contorno. Una brújula se encuentra en la parte inferior derecha y una placa para los principales promotores de la torre se encuentra en la parte inferior izquierda.
La placa en el extremo occidental del vestíbulo está ubicada en la pared interior este de un corredor de forma rectangular de un piso de altura que rodea los laterales de las escaleras mecánicas, con un diseño similar al del vestíbulo. El pasadizo con forma rectangular se compone de dos largos pasillos en los lados norte y sur de dicho rectángulo, así como un pasillo más pequeño en el lado este y otro pasillo más largo en el lado oeste. En cada fin de los pasillos, hay un dique para tomar 4 ascensores que sólo suben un nivel para conectar pasadizos. El lado oeste de cada dique se extiende por el norte hasta la entrada de la calle 34 y por el sur a la entrada de la calle 33.
Hasta los años 60, un mural de tipo art decó, inspirado tanto en el cielo como en la edad de las máquinas, estaba instalado en los techos. El daño producido a estos murales, diseñados por el artista Leif Neandross, dio lugar a que se montasen en su lugar copias. La reforma del vestíbulo en 2009, durante la cual se reemplazó el reloj situado sobre el mostrador de información en la zona de la quinta avenida, con un anemómetro o la instalación de dos candelabros que debían de haber sido instalados ya en la apertura del edificio, permitió revivir parte de la grandeza de sus primeros tiempos. El pasadizo norte contuvo 8 paneles iluminados creados en 1963 por Roy Sparkia y Renée Nemorov, a tiempo para la feria mundial de 1964, representando el edificio como la octava maravilla del mundo junto con las tradicionales 7. Los propietarios del edificio instalaron una serie de pinturas de la artista neoyorkina Kysa Johnson en el nivel del vestíbulo. Johnson puso una denuncia, en enero de 2014, bajo el acta de protección de derechos de artistas visuales alegando la destrucción de sus pinturas y su reputación como artista. Como parte de la reforma del edificio en 2010, Denise Amses encargó un trabajo compuesto por 15 000 estrellas y 5000 círculos, grabado al agua en vidrio, con un tamaño de 4,0 por 1,5 m para el vestíbulo.

### Características remarcables

#### Emisoras

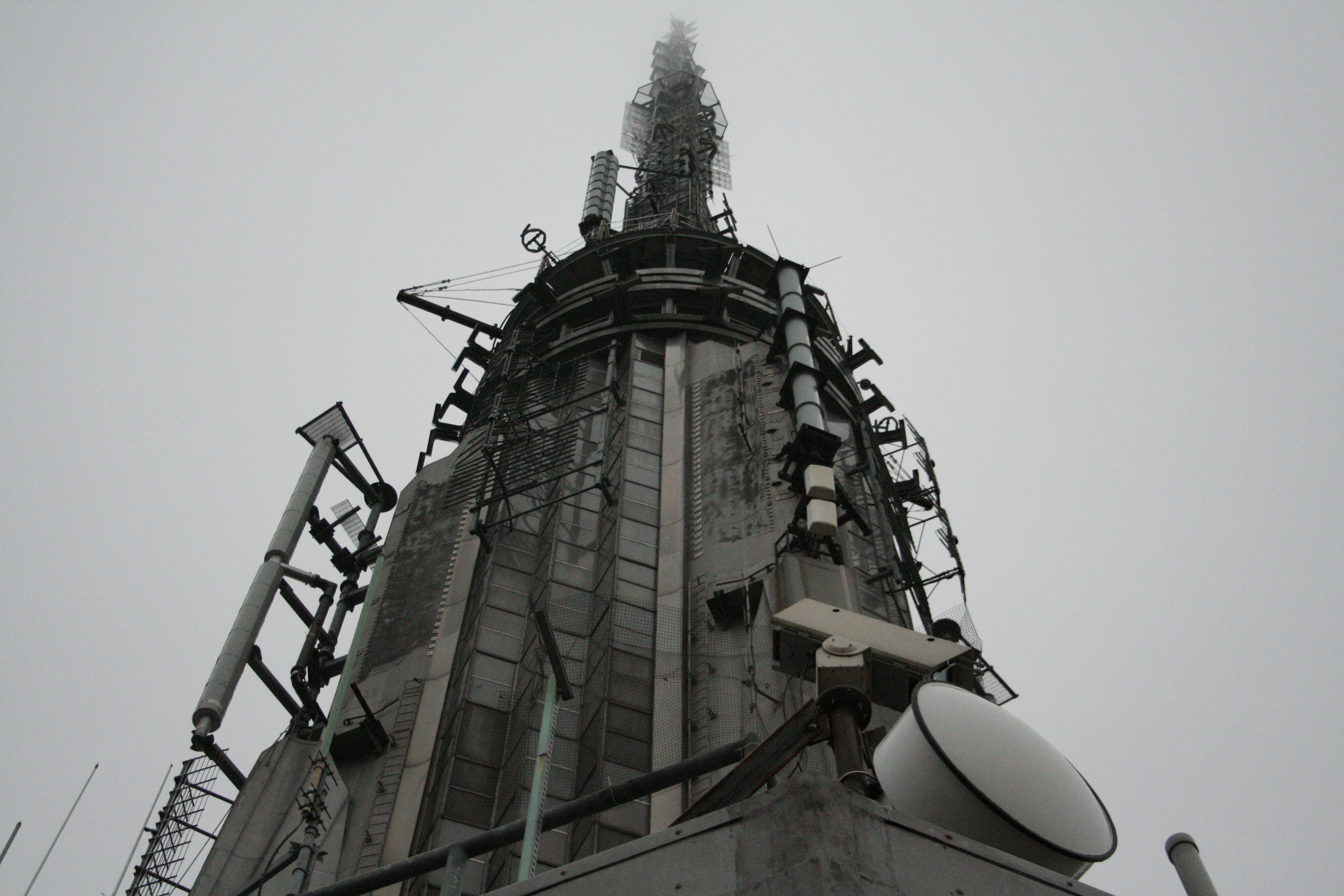
Antena para emisoras en lo alto del edificio.

Las emisiones comenzaron en el Empire State Building el 22 de diciembre de 1931, cuando la NBC y RCA comenzaron sus emisiones experimentales de televisión mediante una pequeña antena levantada en lo alto de una aguja, con dos transmisores separados para audio y vídeo. Alquilaron el piso 85 y construyeron un laboratorio. En 1934, Edwin Howard Armstrong se unió a la RCA mediante una cooperativa para testear el sistema FM de la antena construida. Esta configuración, que conllevó la instalación del primer transmisor FM, continuó hasta octubre del año siguiente debido a disputas entre RCA y Armstrong. Más concretamente, la NBC quiso instalar más equipamiento de televisión en el local donde el transmisor de Armstrong estaba instalado.
Después de algún tiempo, el piso 85 se convirtió en el centro de operaciones de la cadena RCA, designado como estación W2XBS canal 1, y desde 1941 como estación comercial WNBT (hoy en día WNBC-TV canal 4). La estación FM de la NBC, W2XDG, comenzó sus emisiones desde la antena en 1940. La NBC retuvo el uso exclusivo de lo alto del edificio hasta 1950 cuando la FCC(comisión federal de comunicaciones) ordenó que finalizase el acuerdo exclusivo. La directiva de la FCC estaba basada en las quejas de los consumidores de que una localización común era necesaria para evitar tener que ajustar las antenas de los receptores de televisión continuamente. Otras cadenas de televisión se unirían luego a la RCA en el edificio en los pisos 81 al 83, junto con estaciones FM. La construcción de una torre de emisión dedicada comenzó el 27 de julio de 1950, comenzando las emisiones de televisión y radio FM en 1951. La torre se completó en 1953. Desde 1951, seis emisoras acordaron pagar 600 000 dólares al año por el uso de la antena. En 1965, un conjunto separado de antenas FM se construyó rodeando el área de observación del piso 103 actuando de esa forma como una antena maestra.
El emplazamiento de las estaciones emisoras en el Empire State Building se convirtió en un problema de orden mayor con la construcción de las torres gemelas del World Trade Center a finales de los años 60 y principios de los años 70. La mayor altura de las torres gemelas reflejaría las ondas de radio del Empire State, lo que daría como resultado que las emisoras tendrían que abandonar el edificio. Aunque 9 estaciones que estaban emitiendo desde el edificio estaban en régimen de alquiler hasta 1984, muchas de ellas acabaron moviéndose al World Trade Center en el momento en que se terminó de construir. Las emisoras obtuvieron una sentencia judicial que estipulaba que la autoridad portuaria tenía que construir un mástil y equipamiento de transmisión en la torre norte, así como pagar la cuota de alquiler de las emisoras en el Empire State hasta 1984. Sólo unas pocas emisoras renovaron sus alquileres con el Empire State.
Los ataques de septiembre de 2001 destruyeron el World Trade Center y los emplazamientos de emisión instalados, dejando a la mayoría de emisoras sin estación durante diez días hasta que se construyó una torre de forma temporal en Alpine, Nueva Jersey. En octubre de 2001, casi todas las emisoras comerciales de la ciudad (tanto televisión como radio) emitían de nuevo desde lo alto del Empire State Building. En un informe encargado por el congreso acerca de la transición de televisión analógica a digital, se afirmaba que la localización de las emisoras en el Empire State se consideraba problemático debido a las interferencias con otras torres cercanas. En comparación, el informe venía a decir que las torres gemelas tenían pocos edificios que se les pudieran comparar en altura, con lo cual no sufrían perdida de señal apreciable. En 2003, unas pocas emisoras FM se trasladaron al edificio Condé Nast para reducir el número de emisoras que utilizaban el Empire State. 11 cadenas de televisión y 22 de radio FM habían firmado contratos de arrendamiento de 15 años con el edificio en mayo de 2003. Se esperaba que una torre más alta se construyera en Bayonne, Nueva Jersey o en Governor's island, siendo el Empire State utilizado como refuerzo, ya que las señales de transmisión desde el edificio eran de peor calidad.
Una vez terminado el nuevo World Trade Center, algunas estaciones de televisión comenzaron sus transmisiones desde el World Trade Center, mientras otras, incluyendo WABC-T permanecieron en el Empire State, sin planes de salir de allí.
En el año 2018, el Empire State era base de las siguientes estaciones:
- Televisión: WABC-7, WPIX-11, WXTV-41 Paterson, y WFUT-68 Newark.
- FM: WNYL-92.3, WPAT-93.1 Paterson, WNYC-93.9, WPLJ-95.5, WXNY-96.3, WQHT-97.1, WSKQ-97.9, WEPN-98.7, WHTZ-100.3 Newark, WCBS-101.1, WFAN-101.9, WNEW-FM-102.7, WKTU-103.5 Lake Success, WAXQ-104.3, WWPR-105.1, WQXR-105.9 Newark, WLTW-106.7 y WBLS-107.5.

#### Iluminación
El edificio estaba equipado inicialmente con proyectores en lo alto. Se utilizaron por primera vez en noviembre de 1932 durante la victoria de Roosevelt sobre Hoover en las elecciones presidenciales de ese año. Estos proyectores se sustituyeron en 1956 por 4 focos y en 1964 se añadieron proyectores exteriores en la planta 72 para iluminar la parte alta del edificio por la noche de modo que pudiera ser visible para la feria mundial de ese año. Las luces se apagaron de noviembre de 1973 a julio de 1974 por la crisis energética de ese año. En 1976, el empresario Douglas Leigh sugirió que Wien y Helmsley instalaran 204 luces de halogenuro metálico, 4 veces más brillantes que las 1000 incandescentes que debían sustituir. Se instalaron nuevas luces rojas, blancas y azules a tiempo de celebrar el bicentenario del país. Después de ello, Helmsley dejó instaladas las nuevas luces debido al bajo coste de mantenimiento, 116 dólares al año.
Desde 1976, la aguja ha estado iluminada por colores que recuerden a las estaciones del año y festivos. Cualquier organización puede realizar peticiones a través de la página web del edificio. Se ha iluminado con los colores de equipos deportivos durante noches en que ofician como anfitriones, caso de los New York Knicks con los colores naranja, azul o blanco, o bien rojo, blanco o azul para los New York Rangers. Se iluminó en color escarlata para la universidad Rutgers de Nueva Jersey y el 9 de noviembre de 2006 para un partido de fútbol americano de la universidad de Louisville.
Durante 2012, las 4 lámparas de halogenuro metálico y los proyectores se reemplazaron con 1200 luces led, incrementando la gama de colores disponible de 9 a más de 16 millones.
El 9 de julio de 2006, se iluminó por primera vez con los colores de la bandera de Argentina, en honor a su independencia en 1816, así también como el 17 de agosto de 2008, en el cual se hacían homenajes a todos los países que participaban en los Juegos Olímpicos de Pekín 2008, fecha que coincidió también con el fallecimiento del General José de San Martín.
En la noche del 11 de julio de 2010 puso como luces los colores correspondientes a la bandera de España, con motivo de la victoria del Mundial de Sudáfrica de la FIFA.
En la noche del 15 de septiembre de 2010, sus focos se prendieron en verde, blanco y rojo, con motivo de la celebración del Bicentenario de la Independencia de México.
La noche del 8 de septiembre de 2016 se tiñó con los colores del FC Barcelona como reconocimiento al Club y a su Fundación por su alianza con Unicef en el año de su décimo aniversario.
Después de la muerte del jugador de baloncesto Kobe Bryant a finales de enero de 2020 y como reconocimiento póstumo, se iluminó el edificio con los colores púrpura y dorado, los correspondientes al equipo en que jugó Kobe Bryant durante la mayor parte de su carrera deportiva y con el que obtuvo sus mayores éxitos deportivos, Los Angeles Lakers.

#### New York Skyride
El Empire State Building también tiene una atracción de un simulador de movimiento, situado en el segundo piso. Inaugurado en 1994 como un complemento a la plataforma de observación, el New York Skyride (o Skyride NY) es una simulación de viaje aéreo por la ciudad. La presentación dura aproximadamente veinticinco minutos.

#### Edificio sostenible
Después de un proceso de mejora energética, y con una inversión de 550 millones de dólares, durante el mes de septiembre de 2011 el Empire State Building obtuvo la certificación LEED Gold para edificios sostenibles otorgada por el US Green Building Council a fin de generar un ahorro de energía y disminución de la huella de carbono. Con un ahorro estimado de 4,4 millones de dólares al año, se previó recuperar la inversión en tres años.

## Galería

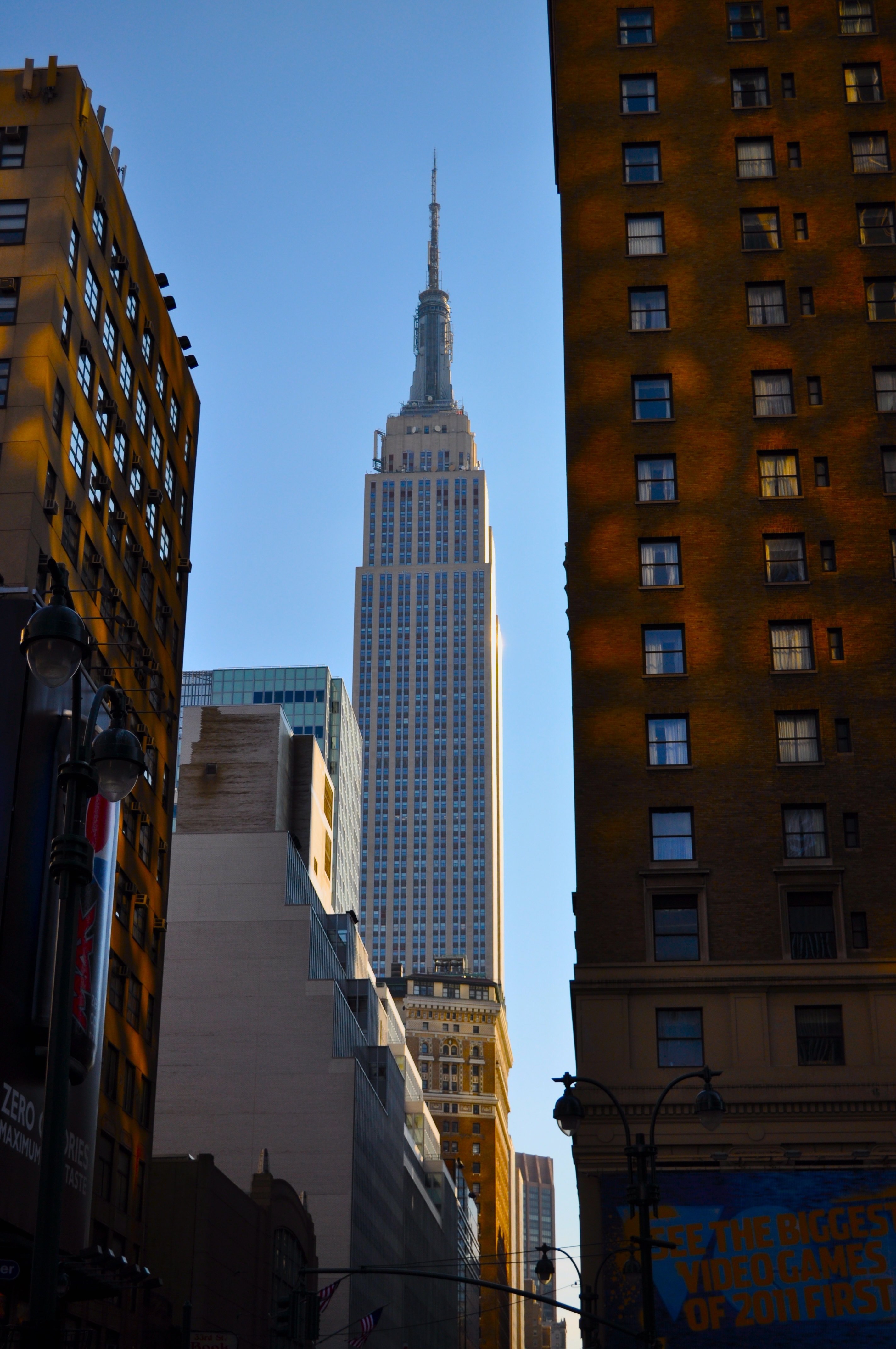
Empire State en septiembre de 2012.
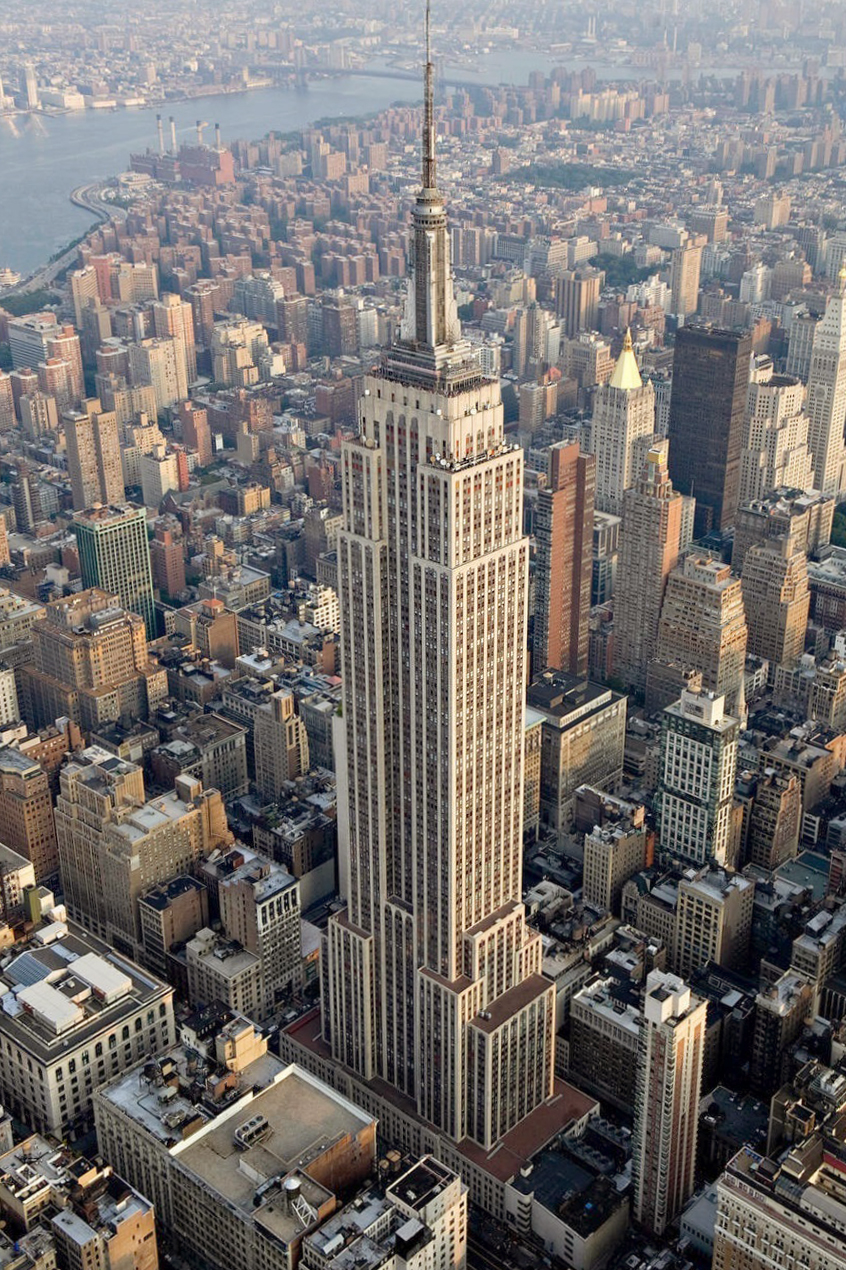
Vista aérea.
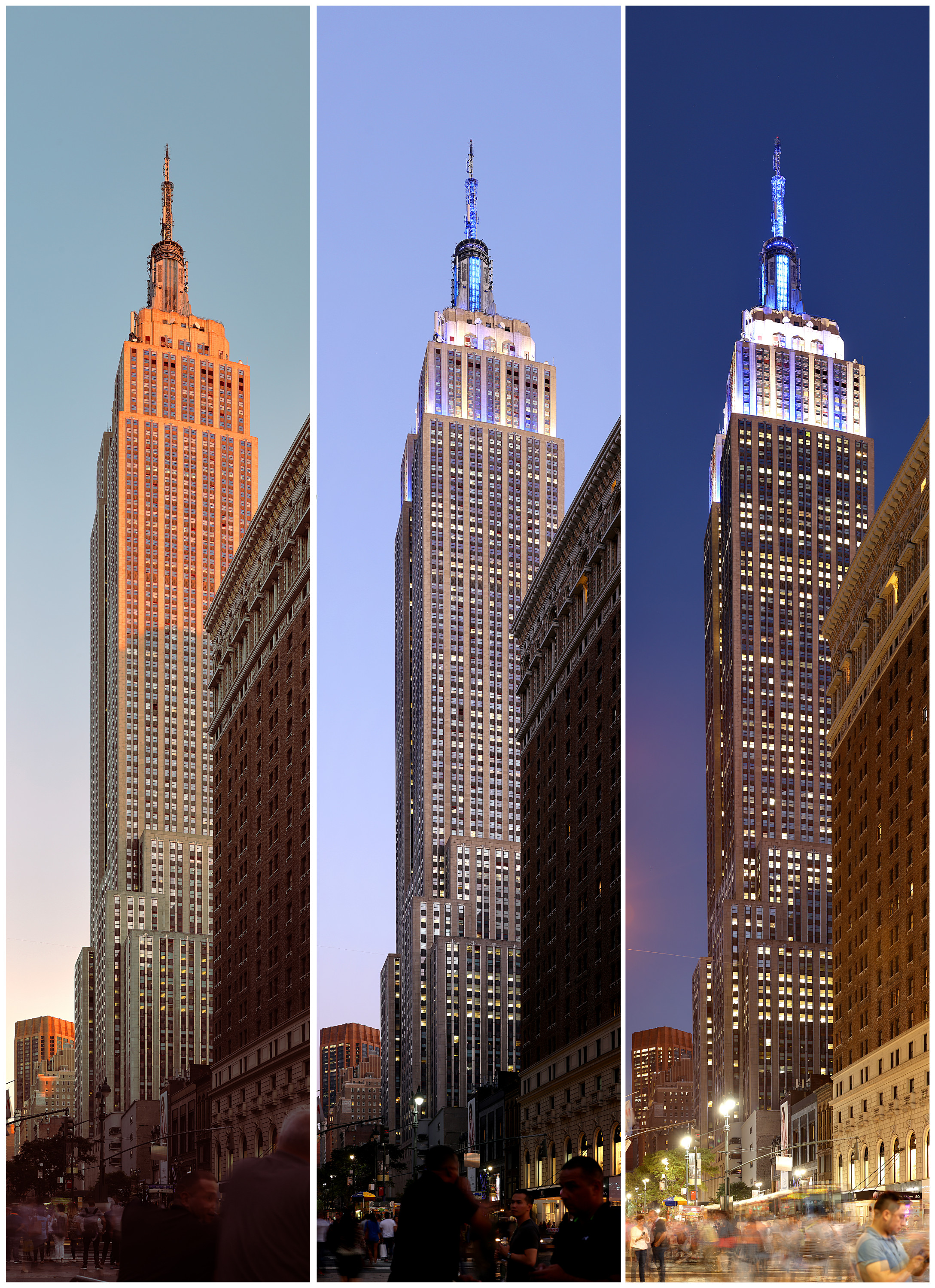
Transición del edificio del día a la noche.
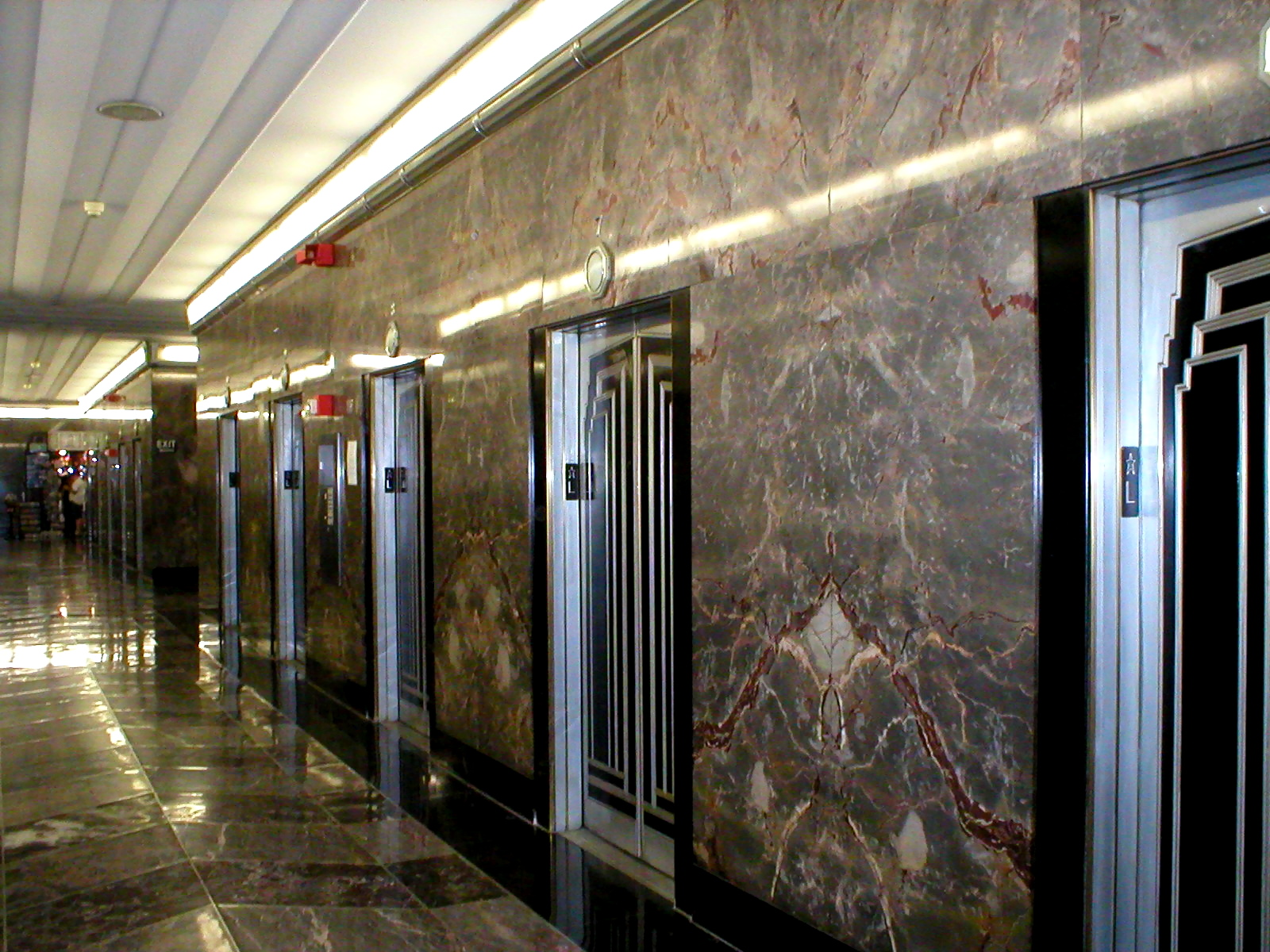
Ascensores de art déco en el vestíbulo.
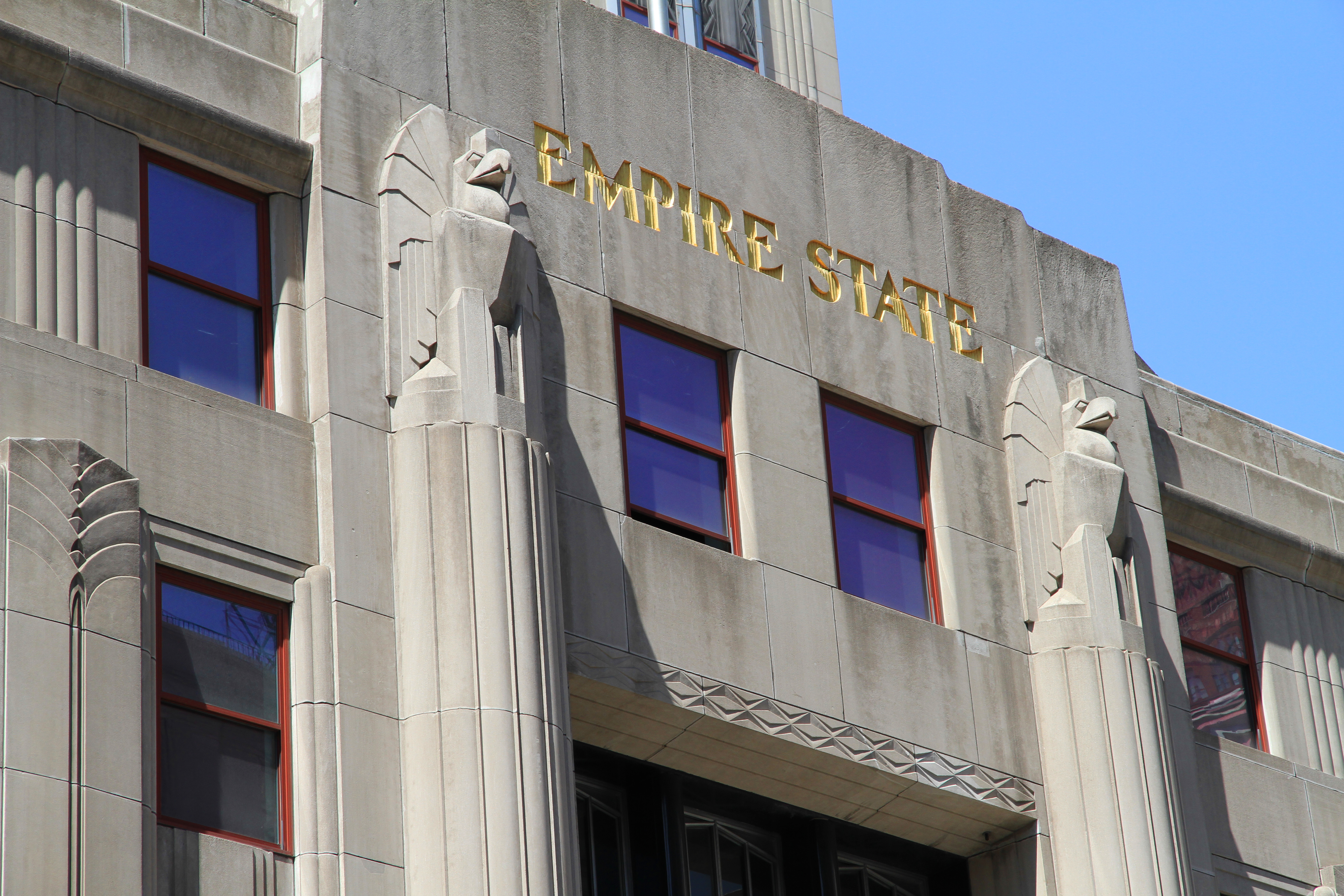
Empire State, 2013.
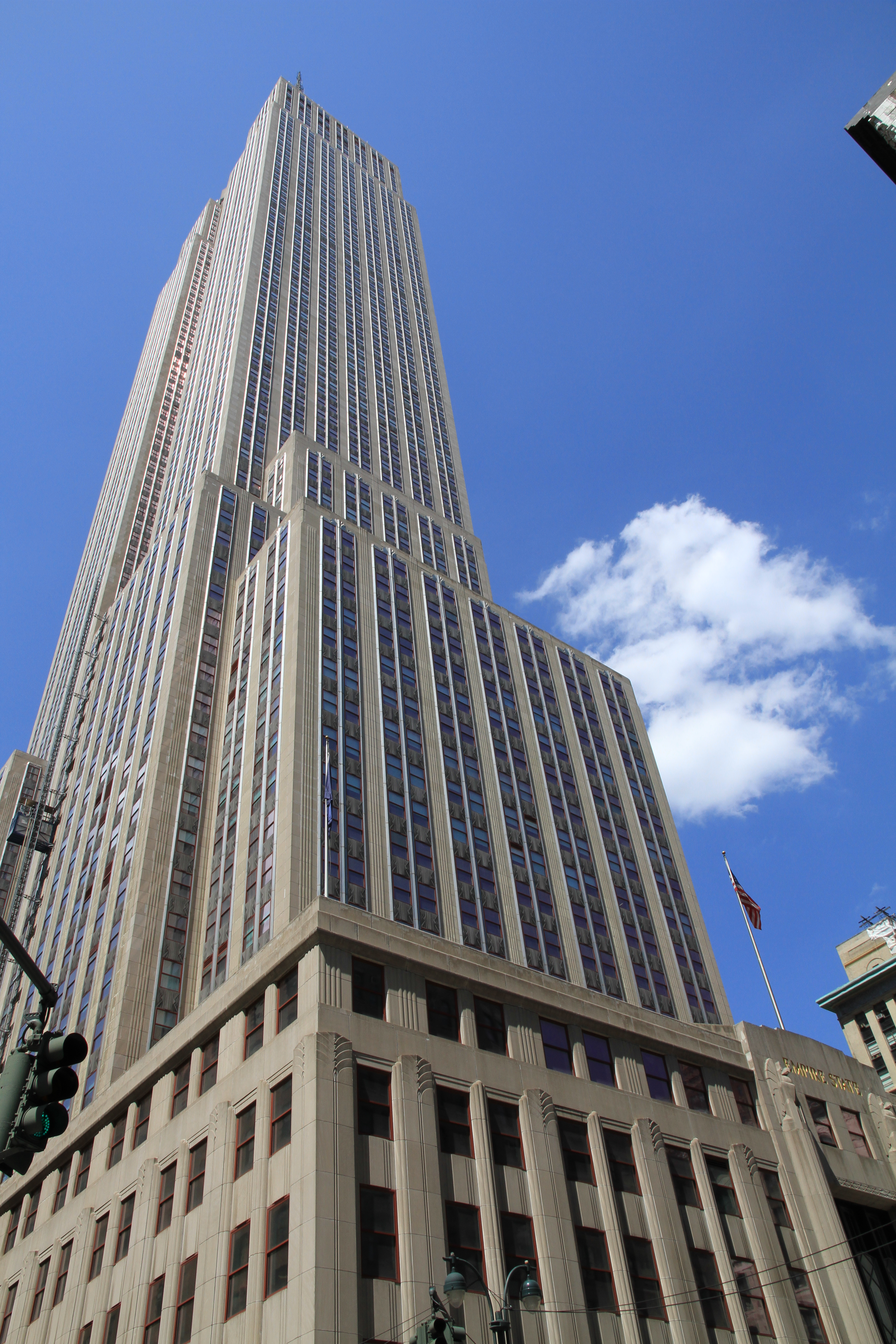
Empire State, 2013.
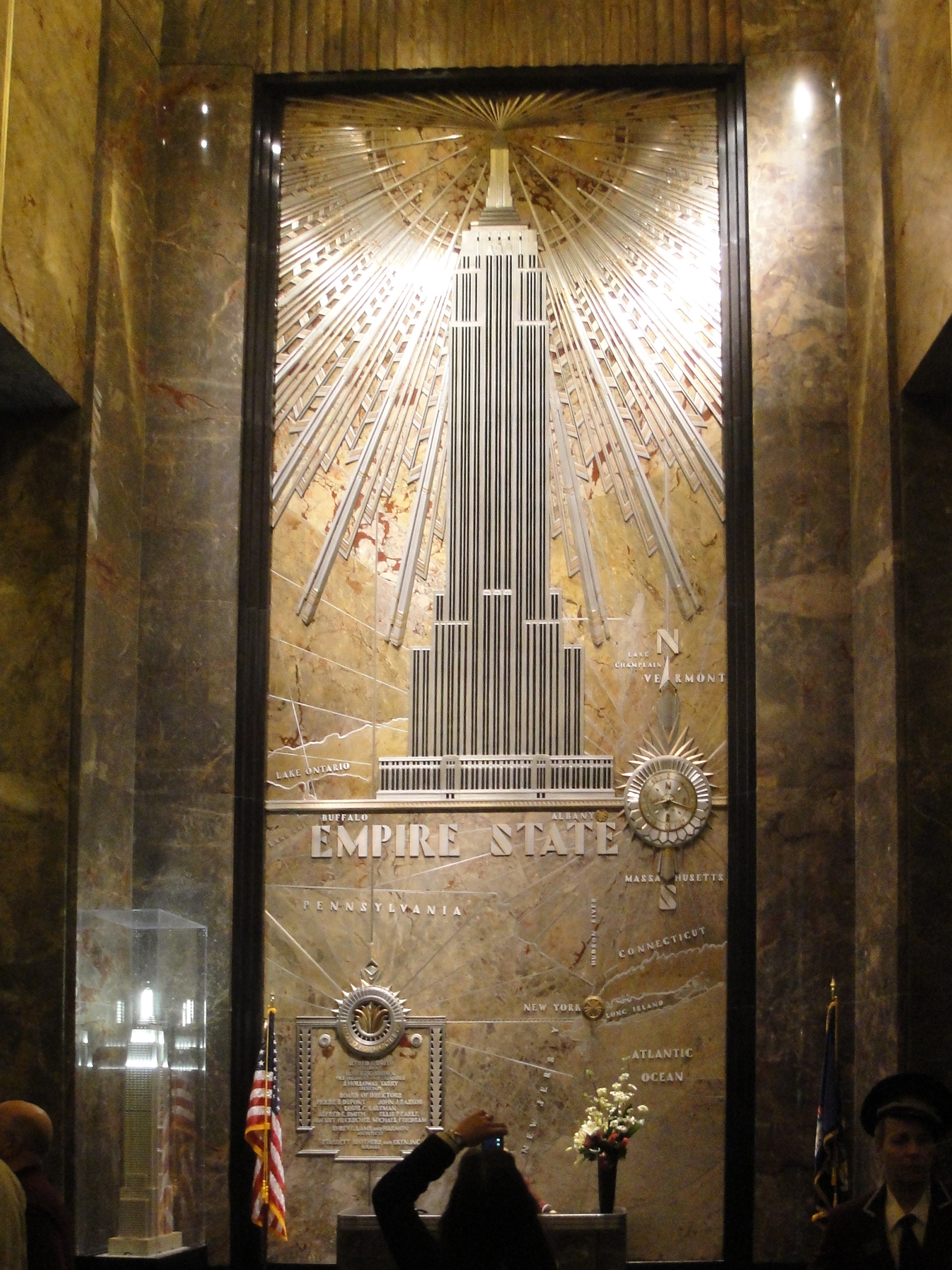
Vestíbulo interior con mural.
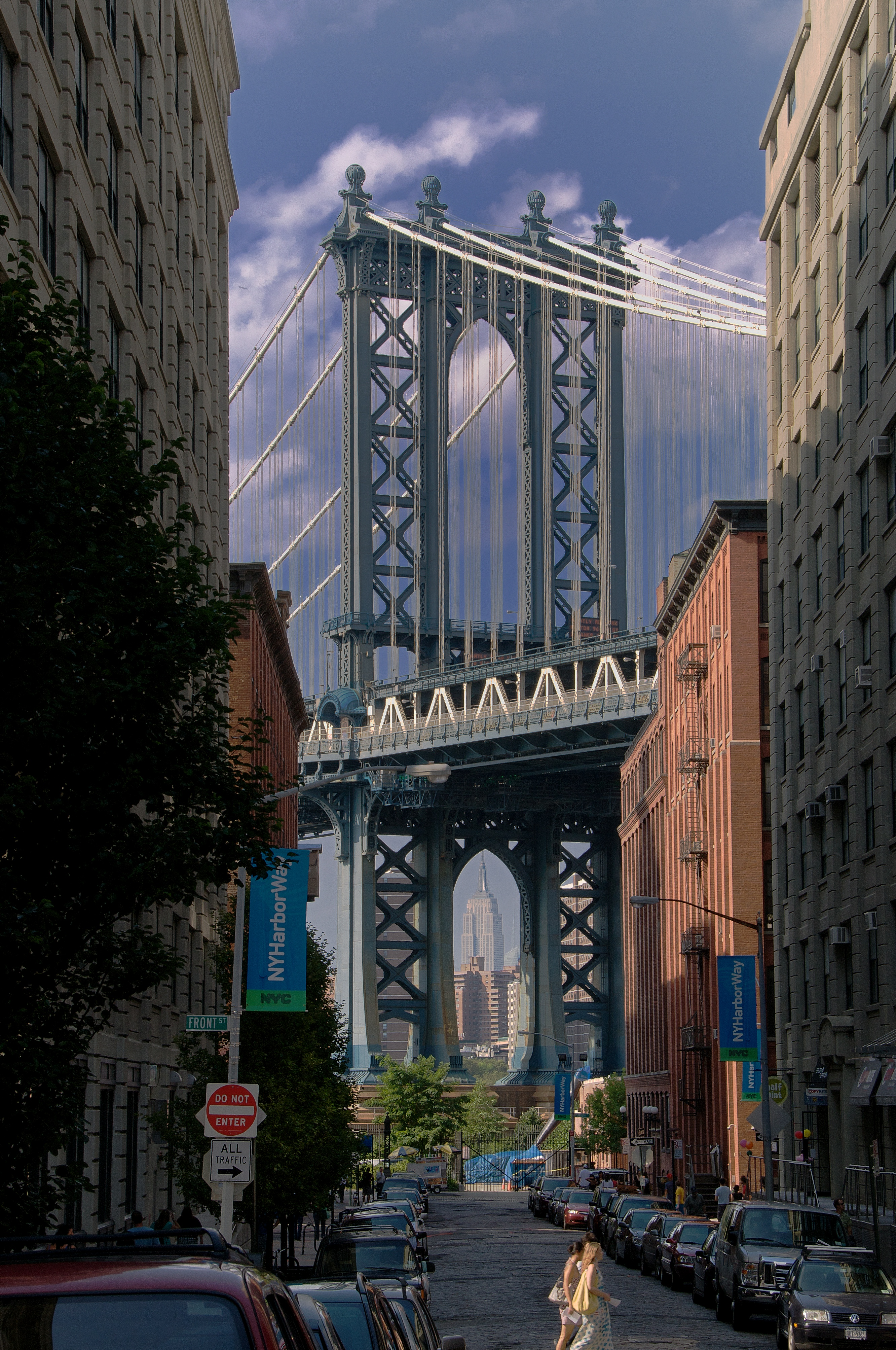
El Empire State a través de los pilares del puente de Manhattan.
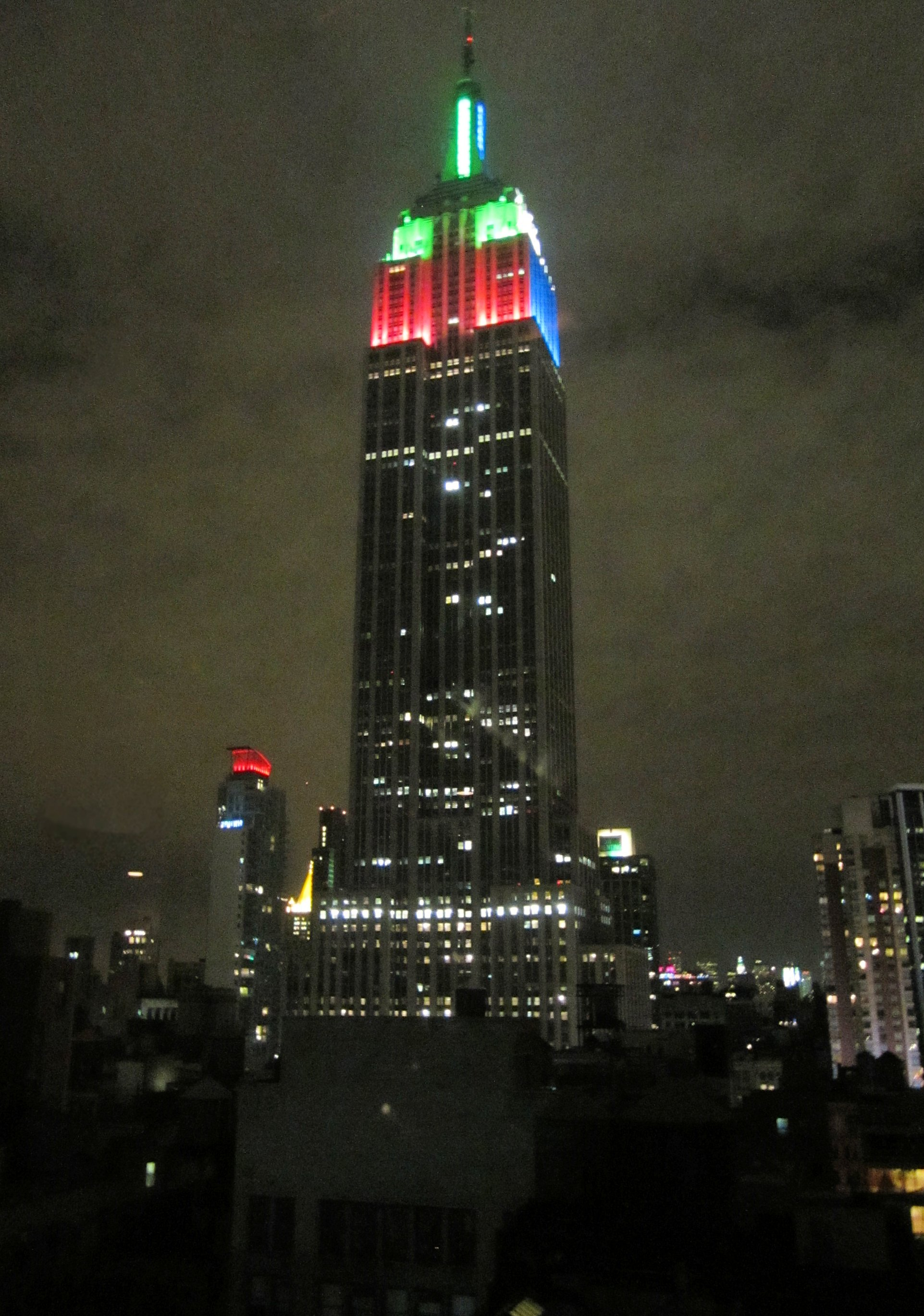
Con luces de Navidad.
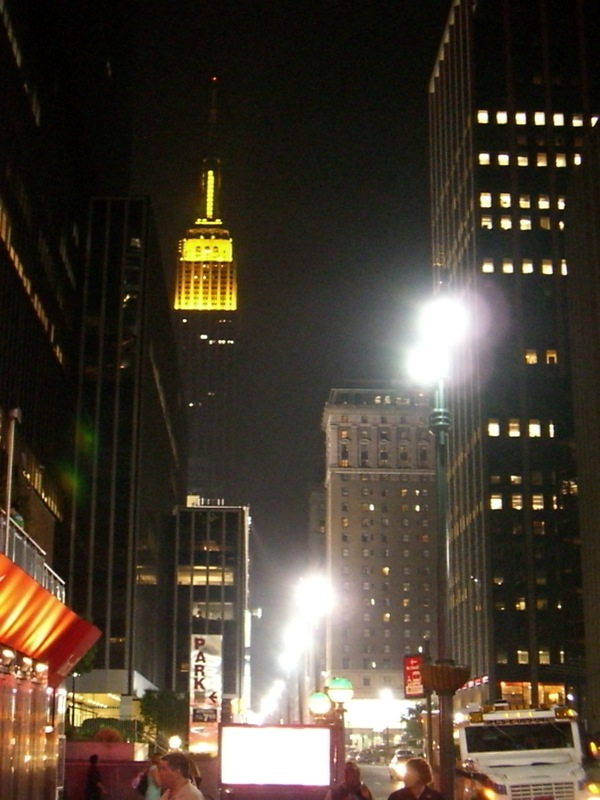
Amarillo para el estreno de Los Simpson: la película.
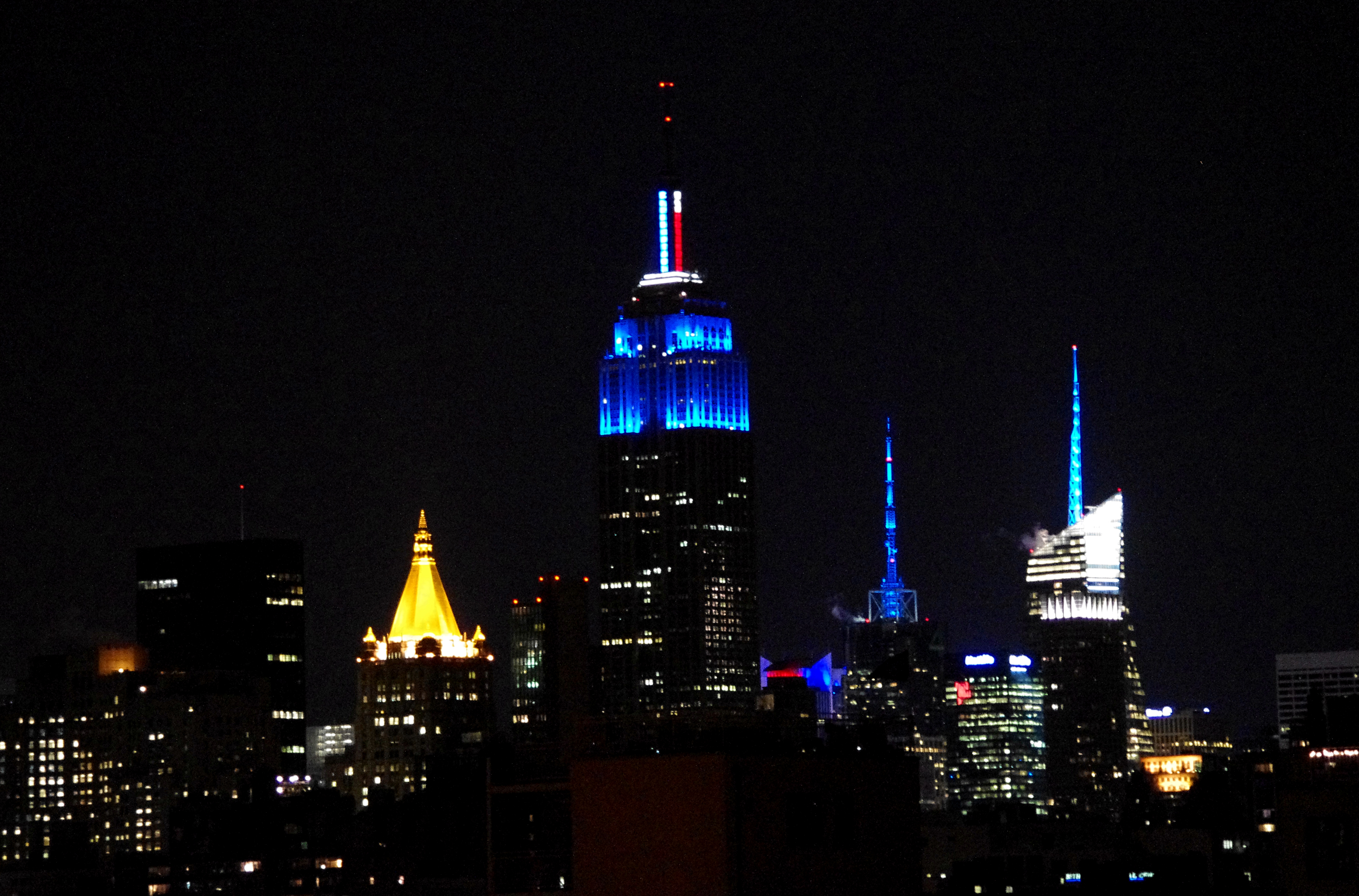
Azul tras la victoria de Barack Obama en 2012.
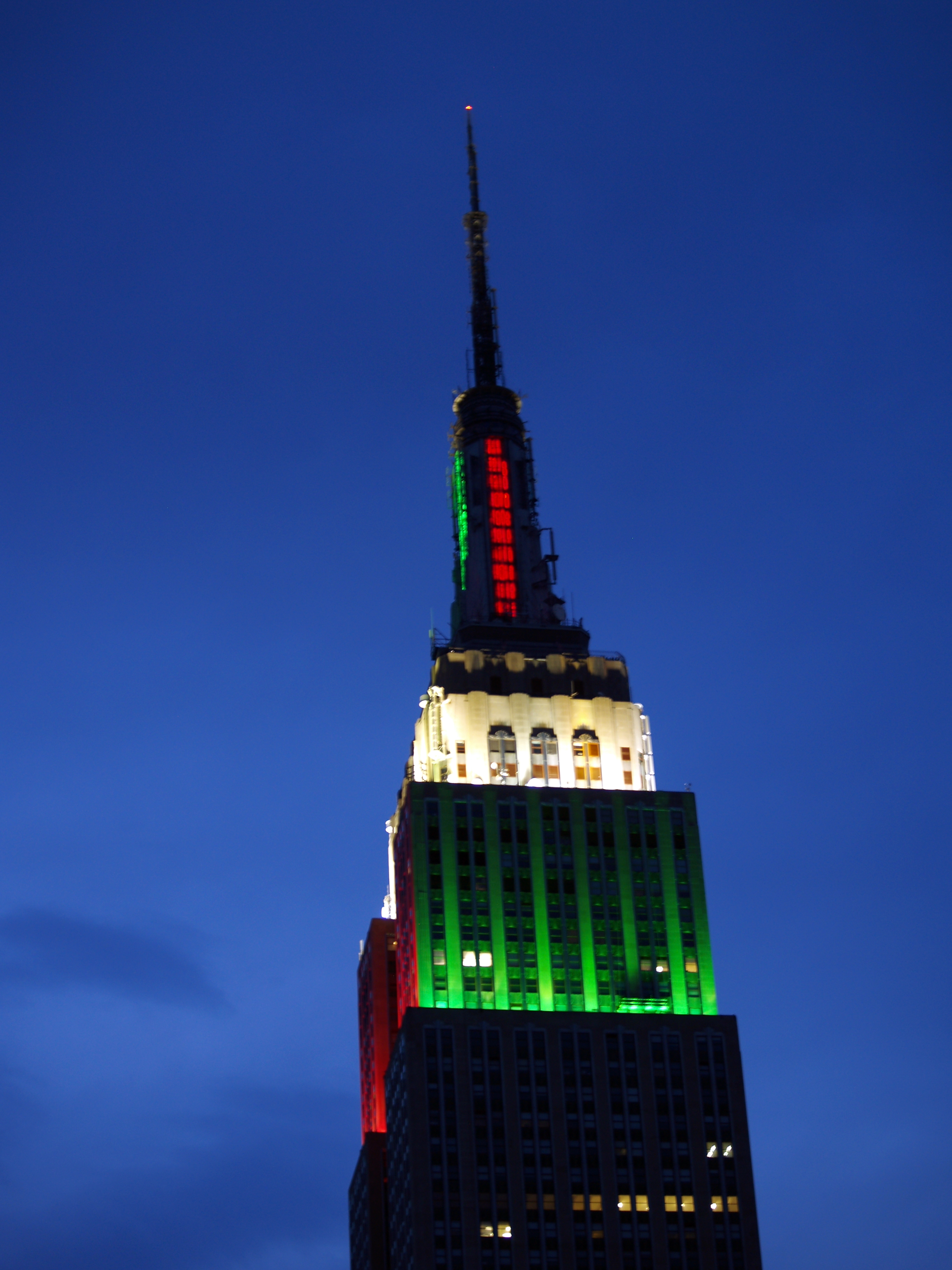
Iluminado de rojo, blanco y verde.